# La Samaritaine
Pour les articles homonymes, voir La Samaritaine (homonymie) et Samaritain (homonymie).
La Samaritaine est un grand magasin situé à Paris entre la rue de Rivoli et la Seine, à l'aplomb du pont Neuf dans le 1er arrondissement de Paris. Fondée en 1870 par Ernest Cognacq, La Samaritaine, devenue déficitaire, ferme en 2005 pour réaménagement de ses bâtiments et mise aux normes de sécurité. La Samaritaine reste, jusqu'à sa fermeture, le grand magasin parisien le plus important par sa taille, avec ses quatre magasins totalisant une surface de vente de 48 000 m2.
La réouverture de La Samaritaine (réduite à 10 000 m2 contre 30 000 m2 avant 2005), initialement prévue pour 2011, a pris 10 ans de retard en raison de multiples péripéties (entre les recours de défenseurs du patrimoine — opposés à la démolition de l'ancienne façade rue de Rivoli — et la pandémie de Covid-19) et a finalement lieu le 23 juin 2021,,,.
Ses bâtiments de style art nouveau et art déco sont l'œuvre des architectes Frantz Jourdain et Henri Sauvage ; le magasin principal est inscrit au titre des monuments historiques.

## Origine du nom

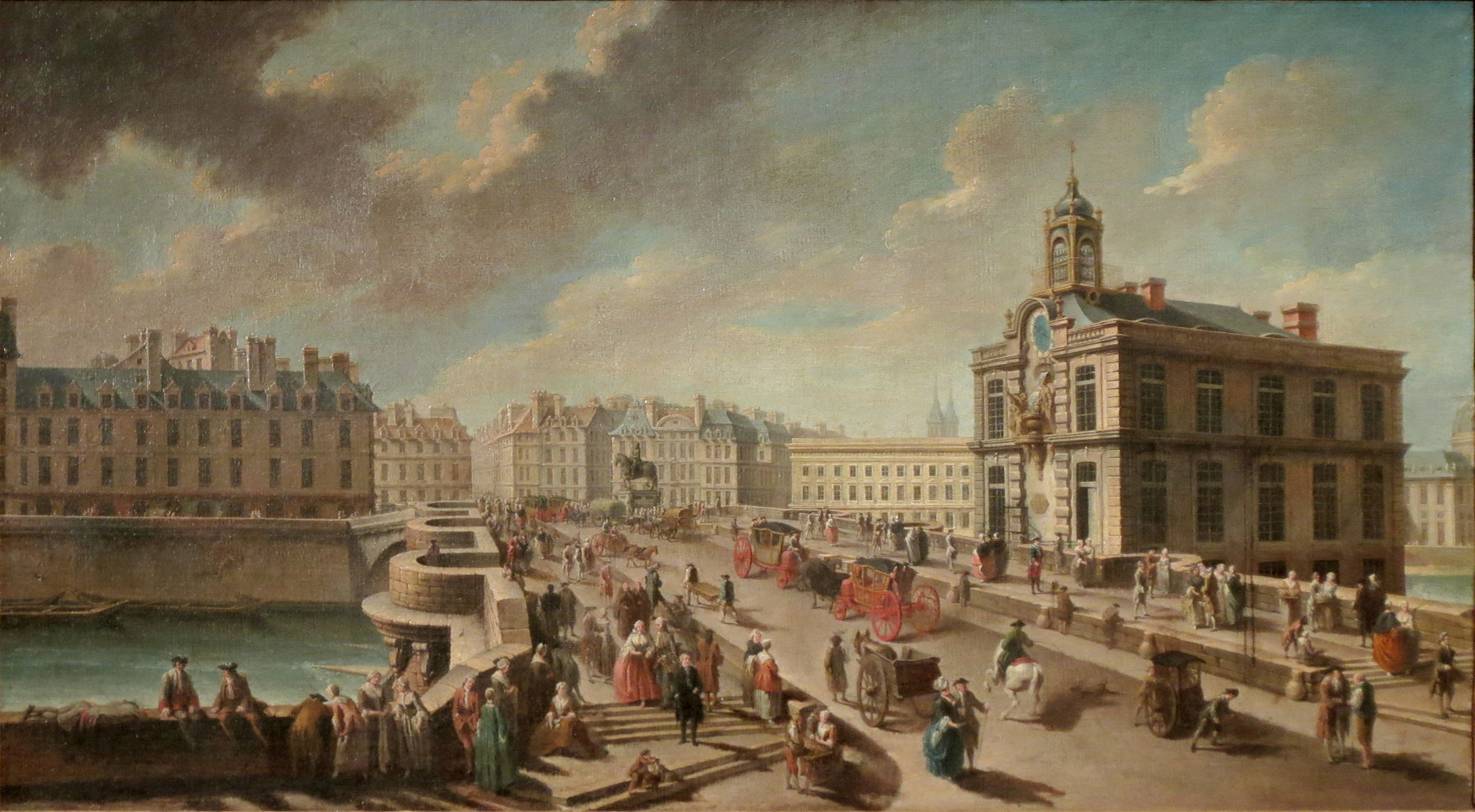
La pompe de La Samaritaine et le pont Neuf, depuis le quai de la Mégisserie en 1777 (tableau de Nicolas Raguenet, musée Carnavalet).

La Samaritaine était le nom d'une pompe à eau située sur le pont Neuf dont l'existence remontait à Henri IV qui en demanda les plans au flamand Jean Lintlaër. Ce fut la première machine élévatrice d'eau construite dans Paris qui permettait de fournir, en eau, le quartier du Louvre. Elle fut reconstruite par Robert de Cotte entre 1712 et 1719, puis rénovée par Soufflot et Gabriel.
Cette pompe était décorée d'une représentation de l’épisode évoquant la rencontre de Jésus et de la Samaritaine au puits de Jacob (relaté dans l’Évangile selon Jean), sculptée par Bernard et René Frémin (1672-1744). Le tout était surmonté d'une horloge munie d'un jacquemart, puis, plus tard, d'un carillon.
Avant de créer La Samaritaine, Ernest Cognacq aurait installé son échoppe dans une corbeille du pont Neuf, à proximité de l'ancienne pompe démolie en 1813.

## Historique du grand magasin

### La création par Ernest Cognacq et Marie-Louise Jaÿ

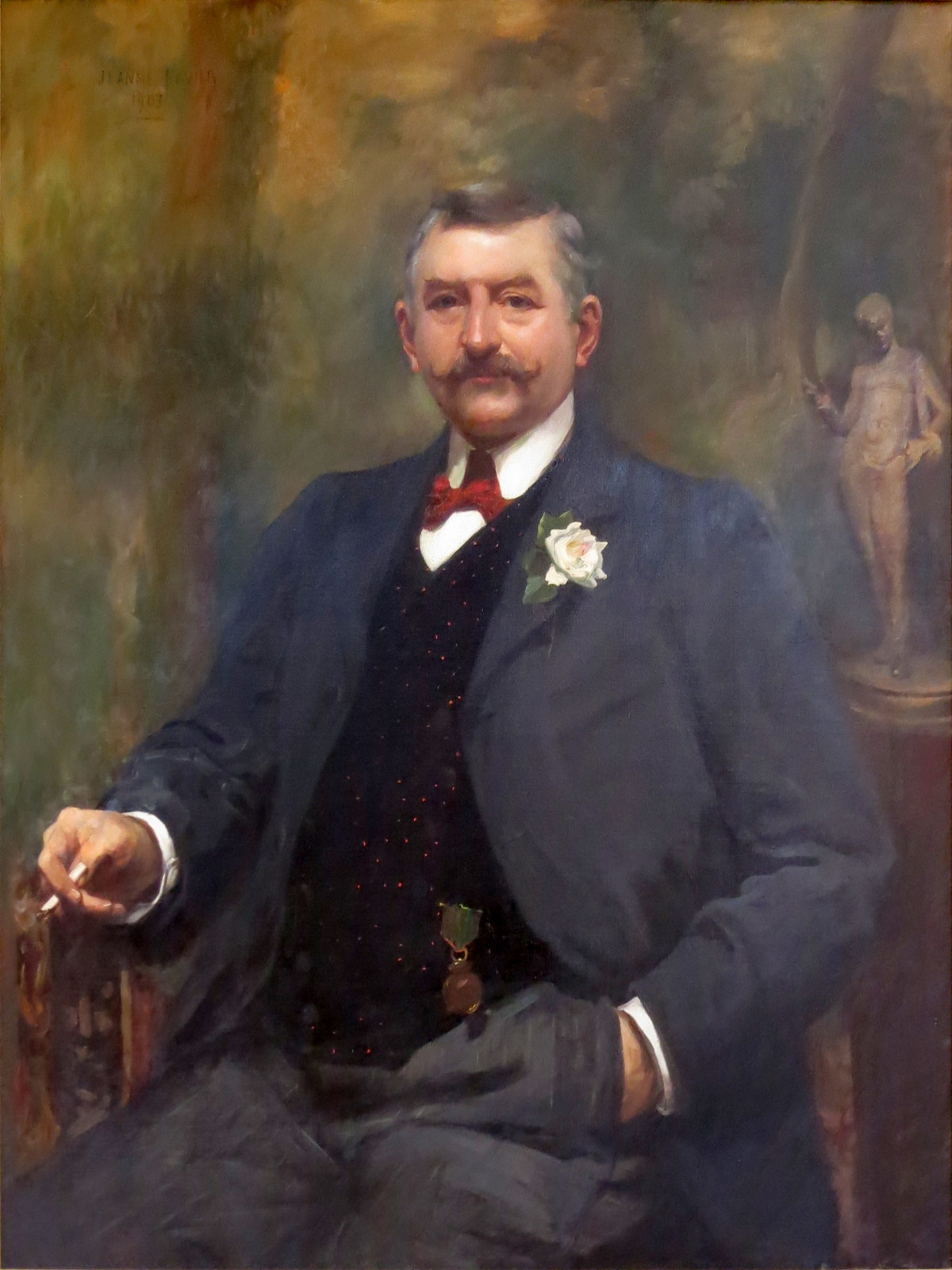
Portrait d'Ernest Cognacq, peint par Jeanne-Madeleine Favier en 1903 (musée Cognacq-Jay).

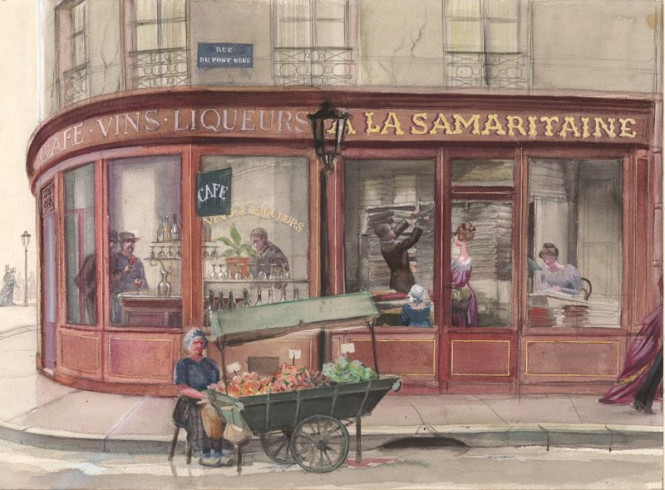
La première boutique de La Samaritaine, rue du Pont-Neuf.

La Samaritaine est fondée en 1870 par Ernest Cognacq. Après avoir exercé divers métiers de vendeur pour un patron ou pour son propre compte, Cognacq était devenu calicot dans une tente (un « parapluie rouge ») sur le pont Neuf lorsqu'il s'entendit avec un petit café qu'il fréquentait rue de la Monnaie pour louer, à partir du 21 mars 1870, sa salle annexe peu utilisée et en faire un petit commerce de nouveautés, « À La Samaritaine ». Le 1er avril suivant, la boutique s'agrandissait déjà.
Ernest Cognacq épouse en janvier 1872 Marie-Louise Jaÿ, ancienne première vendeuse du rayon des confections du Bon Marché, avec laquelle il dirigera désormais le magasin. Passant de 48 m2 en 1870 à plusieurs centaines de mètres carrés en 1874, le magasin prospère et s'agrandit progressivement, donnant naissance en 1900 aux Grands Magasins de La Samaritaine.
S'inspirant des méthodes commerciales d'Aristide Boucicaut au Bon Marché, Ernest Cognacq organise son magasin en rayons gérés par de véritables « petits patrons » responsables et autonomes. Par acquisition des bâtiments proches de sa boutique, Cognacq agrandit régulièrement son magasin, rachetant les immeubles voisins. Sous la direction de l'architecte Frantz Jourdain, les pâtés de maisons sont entièrement réaménagés ou reconstruits progressivement de 1883 à 1933.
Alors que La Samaritaine prospère avec deux magasins près du pont Neuf, Ernest Cognacq entreprend en 1910 de faire construire dans un autre quartier de Paris un nouveau magasin destiné à une clientèle plus aisée : la « Samaritaine de luxe » ouvre en 1917 au 27, boulevard des Capucines. Les magasins de vente sont complétés par d'importants entrepôts situés boulevard Morland, quai des Célestins, rue de Bercy et rue Saint-Jacques.
Ernest Cognacq crée la fondation Cognacq-Jay. Considéré comme un patron paternaliste social, il veille avec sa femme à s'attacher son personnel du berceau (maternité Cognacq-Jay) au cercueil (maison de retraite de Rueil-Malmaison).

### Les successeurs

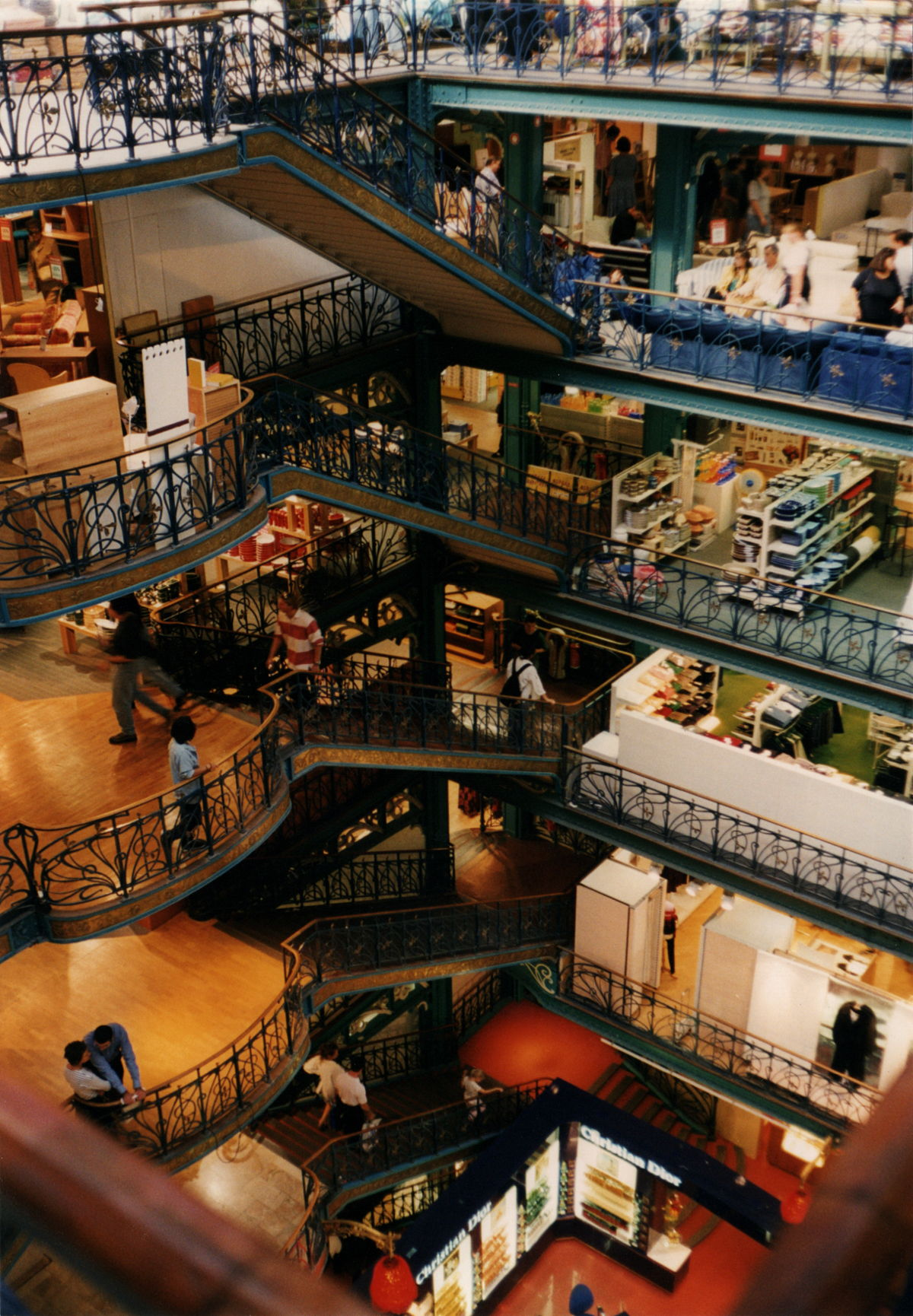
Vue de l'intérieur du magasin 2 en 1997.

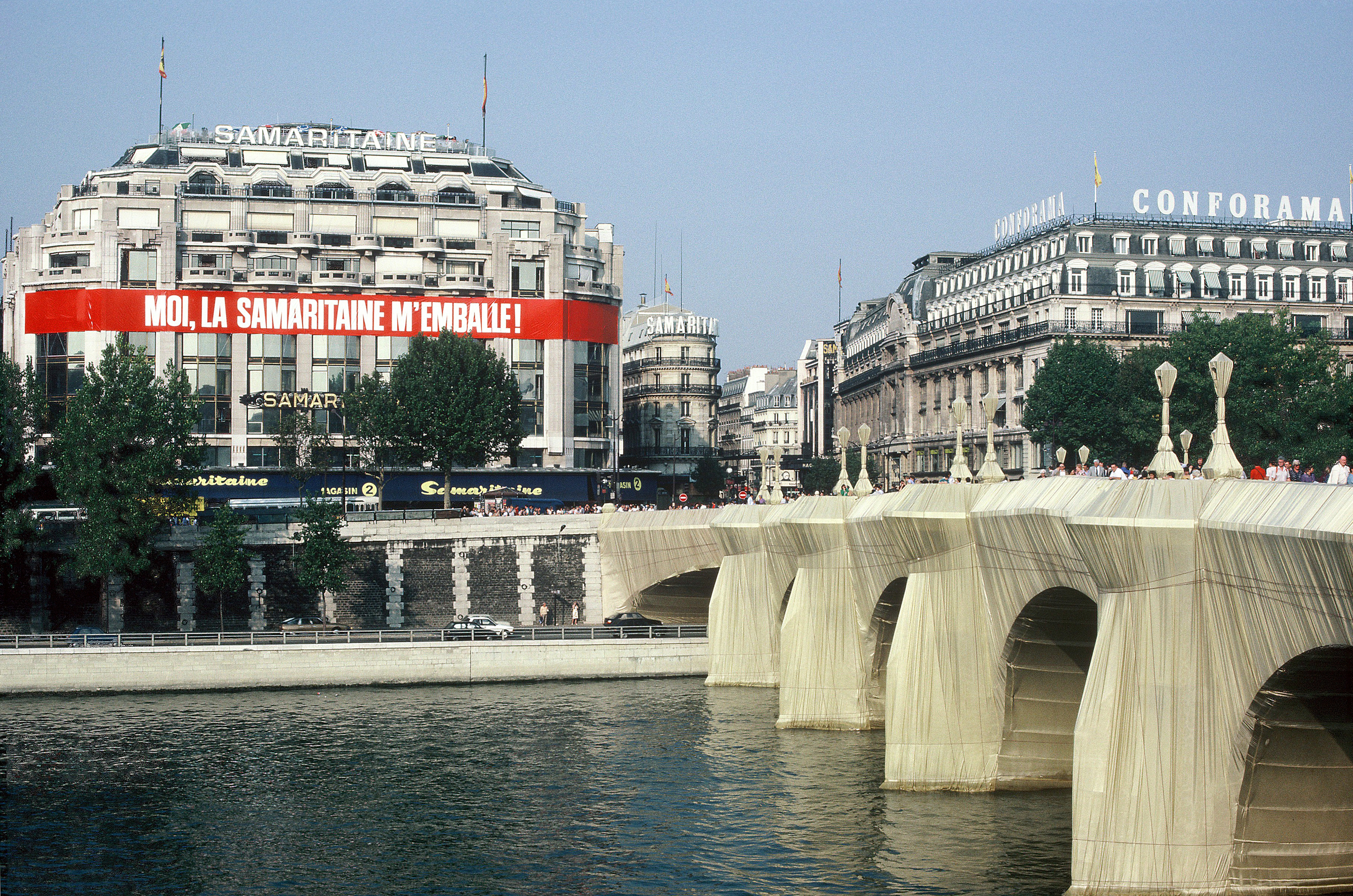
Slogan publicitaire de La Samaritaine, 22 septembre 1985, lors de l'emballage du pont Neuf à Paris.

Quand Ernest Cognacq meurt en 1928, il est veuf depuis deux ans et n'a pas d'héritier direct qui puisse lui succéder. La direction du grand magasin est alors reprise par son petit-neveu Gabriel Cognacq et par Georges Renand, tous deux formés à l'École des hautes études commerciales de Paris (HEC). Gabriel Cognacq s'était rapproché du couple Cognacq-Jay depuis de nombreuses années et travaillait au service d'expéditions de La Samaritaine ; Georges Renand avait connu Gabriel Cognacq au front pendant la Première Guerre mondiale et était à la tête de l'organisme de crédit de La Samaritaine ainsi que responsable financier de la fondation Cognacq-Jay.
La Samaritaine poursuit son développement et deux nouveaux magasins sont ouverts côté rue de Rivoli au début des années 1930. Lorsque Gabriel Cognacq meurt en 1951, Georges Renand conserve la direction de La Samaritaine et y associe son fils Maurice, également formé à HEC et docteur en droit. À la mort de son père, Maurice Renand devient premier gérant. Son fils Georges lui succédera.
La Samaritaine devient le grand magasin parisien le plus important en surface de vente avec ses 48 000 m2, devançant de peu les Galeries Lafayette et le Printemps,. Son slogan publicitaire, inventé par l'agence Alice et appuyé d'une importante campagne publicitaire dans les années 1960, est resté dans la mémoire collective : 

« On trouve tout à La Samaritaine. »

Dans les années 1960-1970 des Trente Glorieuses, ère de la consommation, sont diffusés des spots publicitaires pour coller au slogan, figurant la reine Élisabeth II sous les traits de l'actrice Huguette Funfrock venue s'acheter une couronne. Un autre montre King Kong escaladant le toit, tandis que dans un dernier des ménagères entonnent : « La Samaritaine à deux pas de la Seine ».

Le 22 septembre 1985, le pont Neuf à Paris est emballé par Christo Javacheff. La Samaritaine s'empare de cet événement pour lancer son nouveau slogan publicitaire : 

« Moi, La Samaritaine m'emballe ! »

La société est membre de l'Association internationale des grands magasins de 1985 à 1992.

### La fermeture

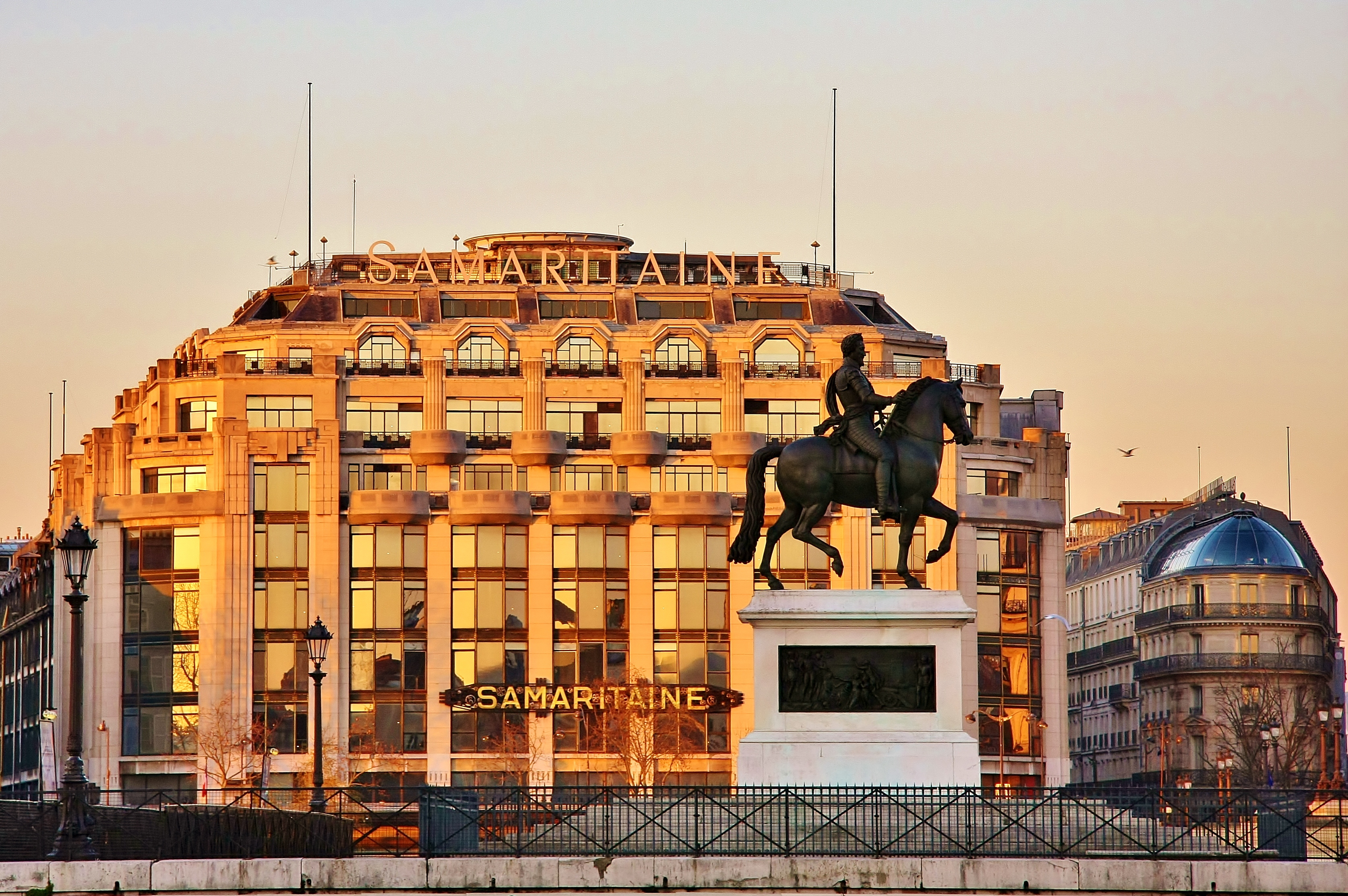
La Samaritaine en 2011, après sa fermeture.

À partir des années 1970, la prospérité commerciale de La Samaritaine décline lentement. En 1986, La Samaritaine de luxe est transformée en immeuble de bureaux et commerces.
Au fil du temps disparaissent de nombreux rayons historiques (bricolage, animalerie ou encore oisellerie), soulignant l'alignement de La Samaritaine sur les autres grands magasins parisiens, se concentrant désormais sur la mode et le mobilier.
À partir de 1998, le grand magasin voit sa surface réduite, La Samaritaine louant les magasins 1 et 3 à d'autres enseignes.
En 2001, la famille Renand cède La Samaritaine, devenue déficitaire, au groupe LVMH. Le grand magasin ferme ses portes le 15 juin 2005, officiellement pour cause de mise en conformité des bâtiments aux normes modernes de sécurité, notamment anti-incendie, et réaménagement,. Les syndicats craignaient en 2005 une fermeture définitive du grand magasin (la rentabilité insuffisante était aussi évoquée).
Entre décembre 2008 et janvier 2009, le grand magasin Samaritaine organise l'exposition « Première heure », consacrée aux bébés dans ses vitrines.

### La réouverture

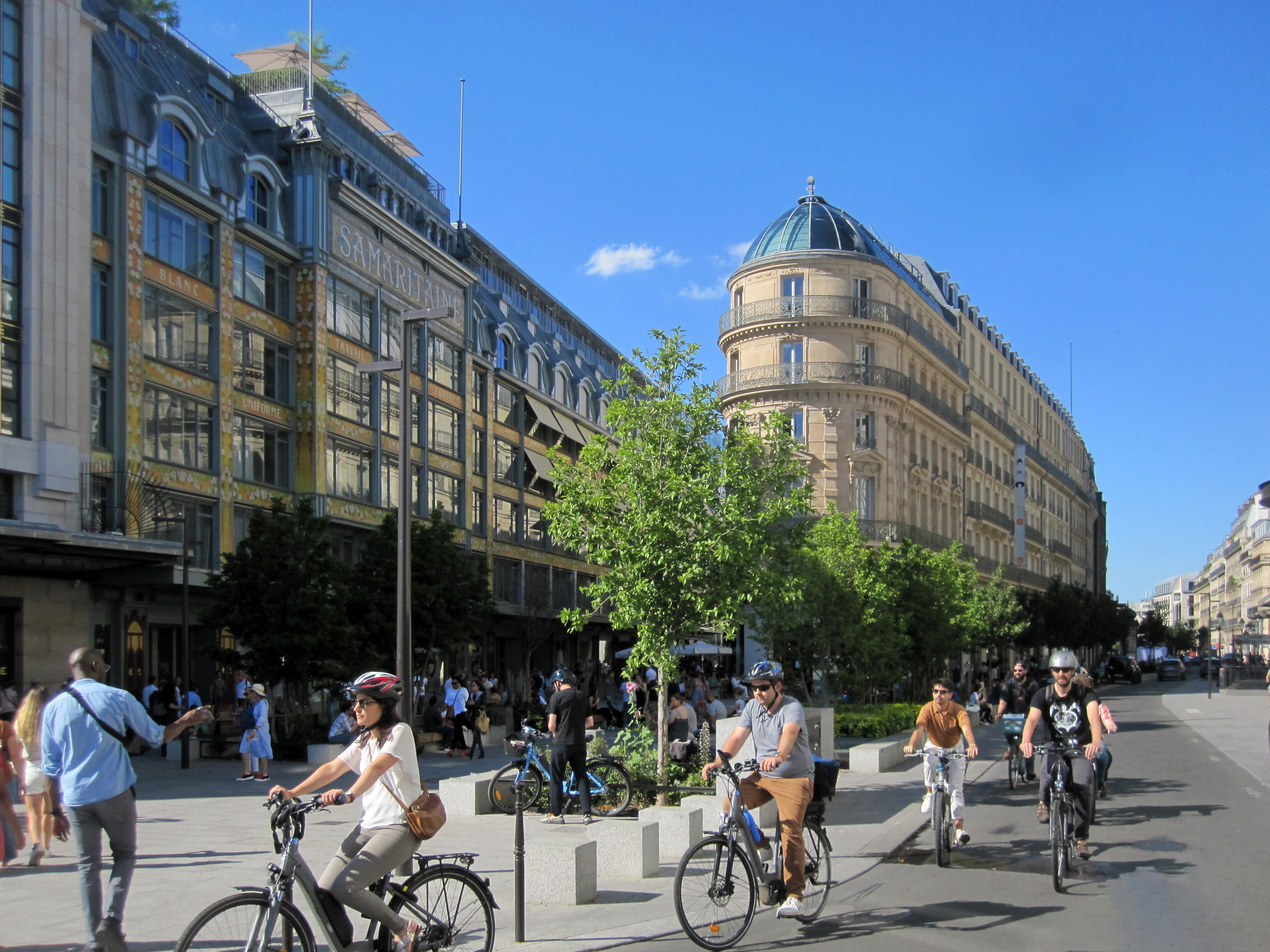
Travaux de végétalisation et piétonisation rue de la Monnaie.

Après 16 ans de fermeture et des travaux de réaménagement d'un coût de 750 millions d'euros, la Samaritaine rouvre ses portes le mercredi 23 juin 2021. L'inauguration a lieu en présence du président de la République française Emmanuel Macron et de Bernard Arnault, président du groupe LVMH,.
Les travaux permettent de mettre en valeur le grand escalier (dont le garde-corps est orné de 16 000 feuilles d'or, tandis que les 270 marches d'origine, en chêne, ont été conservées) et les décorations en lave émaillée réalisées un siècle plus tôt par Jourdain et Eugène Grasset (de 675 mètres de long, dont 42 m² ont été reconstituées). À l'extérieur, l'ancienne sortie du tunnel des Halles est condamnée, permettant l'aménagement d'un parvis piétonnier à l'intersection de la rue de la Monnaie et du quai du Louvre. Les noms des rayons de l'ancien magasin ont été conservés sur certaines façades (« Chasse, Amazone, Uniforme, Chapeaux... »). La grande façade rue de Rivoli est détruite, remplacée par un édifice aux parois de verre ondulé réalisé par les architectes Kazuyo Sejima et Ryūe Nishizawa.
La quincaillerie, la mercerie et l'oisellerie ont disparu au profit de la mode, de la parfumerie, du maquillage et de la joaillerie. Douze espaces de restauration sont installés, ainsi qu'un espace beauté (spa, salles de soin, hammam). Le grand magasin propose une offre mixte, la partie côté Seine étant plutôt dédiée aux touristes internationaux (luxe, beauté) quand celle, côté rue de Rivoli, vise plutôt la clientèle nationale (restauration, streetwear, petits cadeaux).
Cette réouverture se déroule dans un contexte où le quartier connaît un renouvellement architectural et muséal conséquent (Canopée des Halles, Bourse de commerce-Collection Pinault, poste centrale du Louvre, Louvre des antiquaires, etc.).
Les 96 logements sociaux au sein du bâtiment sont inaugurés en septembre 2021.
En 2023, Médiapart rapporte que la direction du magasin a fait installer dans ses réserves des caméras espion camouflées en détecteurs de fumée, afin de filmer les employés à leur insu. Le magasin comparaît devant la CNIL en 2025. 
En mars 2025, LVMH annonce le regroupement de la Samaritaine et Le Bon Marché sous la même gouvernance.

## L'avenir du site de La Samaritaine

### Changement d'usage des anciens magasins
Un projet est présenté en juin 2008 par LVMH pour le réaménagement du site avec des bureaux, des commerces, un hôtel et quelques logements sociaux, pour une ouverture prévue en 2015.
Lors d'une entrevue parue dans Le Parisien du 5 juillet 2009, Anne Hidalgo, première adjointe au maire, précise qu'il sera discuté du projet le lendemain au Conseil de Paris. Il paraît acquis, selon l'élue parisienne, que LVMH construira, côté Seine, un hôtel de prestige livré théoriquement en 2015 et qu'à l'arrière, côté rue de Rivoli, il y aura des logements sociaux, une crèche et des commerces. Anne Hidalgo estime que ce projet permettra la création de 2 200 emplois. Les projets de restructuration de La Samaritaine sont alors enfin définis. La structure devait ouvrir ses portes dès 2014 et accueillir des surfaces commerciales, des bureaux, un hôtel de la marque Cheval Blanc avec chambres, suites et un restaurant, une crèche ainsi que des logements sociaux.
LVMH annonce en novembre 2010 avoir pris le contrôle total de l'ancien grand magasin parisien. En vue de transformer le bâtiment en un hôtel donnant sur la Seine, des commerces, des bureaux, des logements sociaux et une crèche, le dépôt d'un permis de construire est prévu courant 2011, le tout pour un montant de travaux de l'ordre de 400 millions d'euros. Les travaux devraient durer 27 mois, et être confiés à l'agence japonaise SANAA et à l'agence française Édouard François.
La réouverture des bâtiments, prévue initialement pour l’année 2020, est décalée et a lieu en juin 2021 (septembre pour l'hôtel), en raison de la pandémie de Covid-19.

### Recours juridictionnel contre le projet architectural

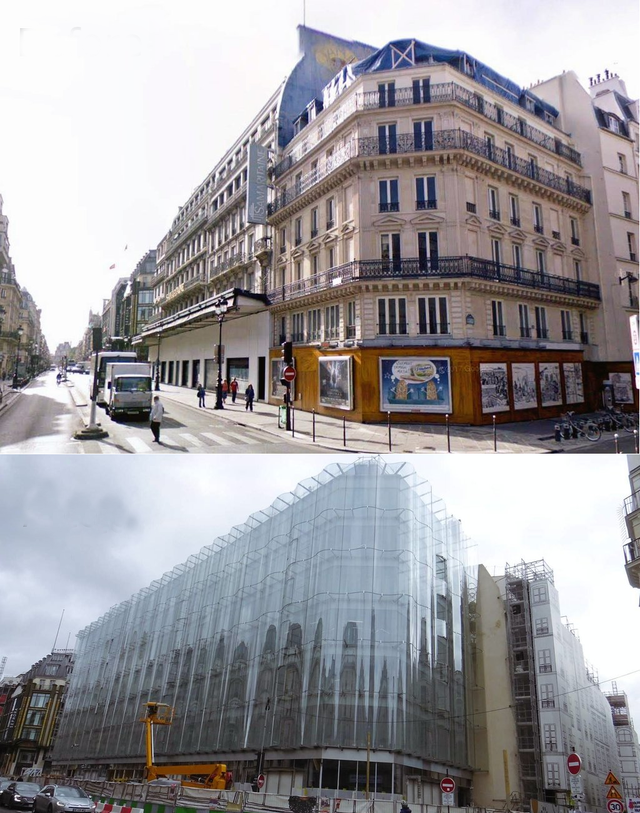
Façade du magasin rue de Rivoli : avant / après.

La destruction d’immeubles du XVIIe siècle du 2 au 6 rue Baillet en décembre 2013 , malgré un recours juridique  et celle en projet de la façade de 1852 du magasin 4 sur la rue de Rivoli sont contestées par des associations de défense du patrimoine architectural, la SPPEF et SOS Paris.
Le recours des opposants contre le permis de construire accordé au groupe LVMH en décembre 2012 est déclaré recevable le 24 février 2014 par le Conseil d'État mais ce recours n’étant pas suspensif, la façade de 1852 de la rue de Rivoli est détruite dans les jours suivant cette décision. Le permis de construire est cependant annulé le 13 mai 2014 par le tribunal administratif de Paris, décision qui est confirmée le 5 janvier 2015 par la cour administrative d'appel de Paris : le projet présenté « ne correspond pas à l'obligation d'insertion de la construction projetée dans le tissu urbain environnant » selon l'énoncé de la cour d'appel.
Le 19 juin 2015, le Conseil d'État valide le projet LVMH. Le chantier reprend en août 2015 et l'ensemble du site devait être achevé en 2020,. Finalement, en raison de la pandémie de Covid-19, des adaptations supplémentaires sont nécessaires pour se conformer aux nouvelles normes imposées par les mesures de distanciation physique.

## Architecture des magasins

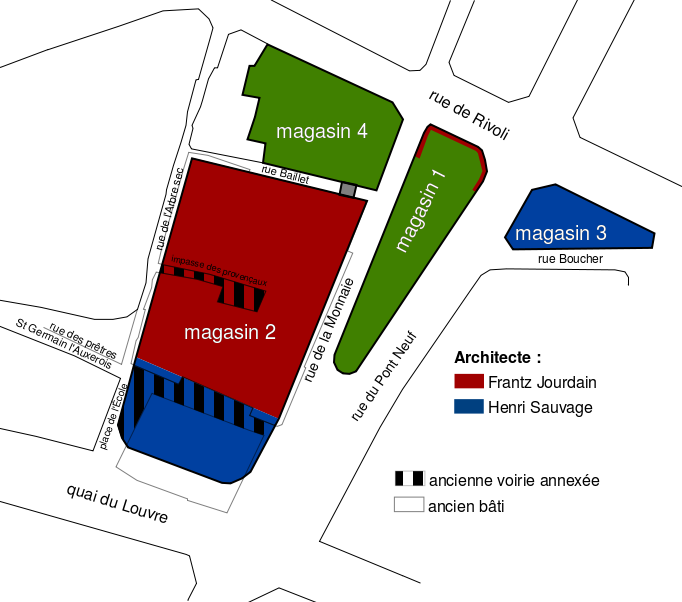
Plan des magasins de La Samaritaine.

### Le magasin d'origine

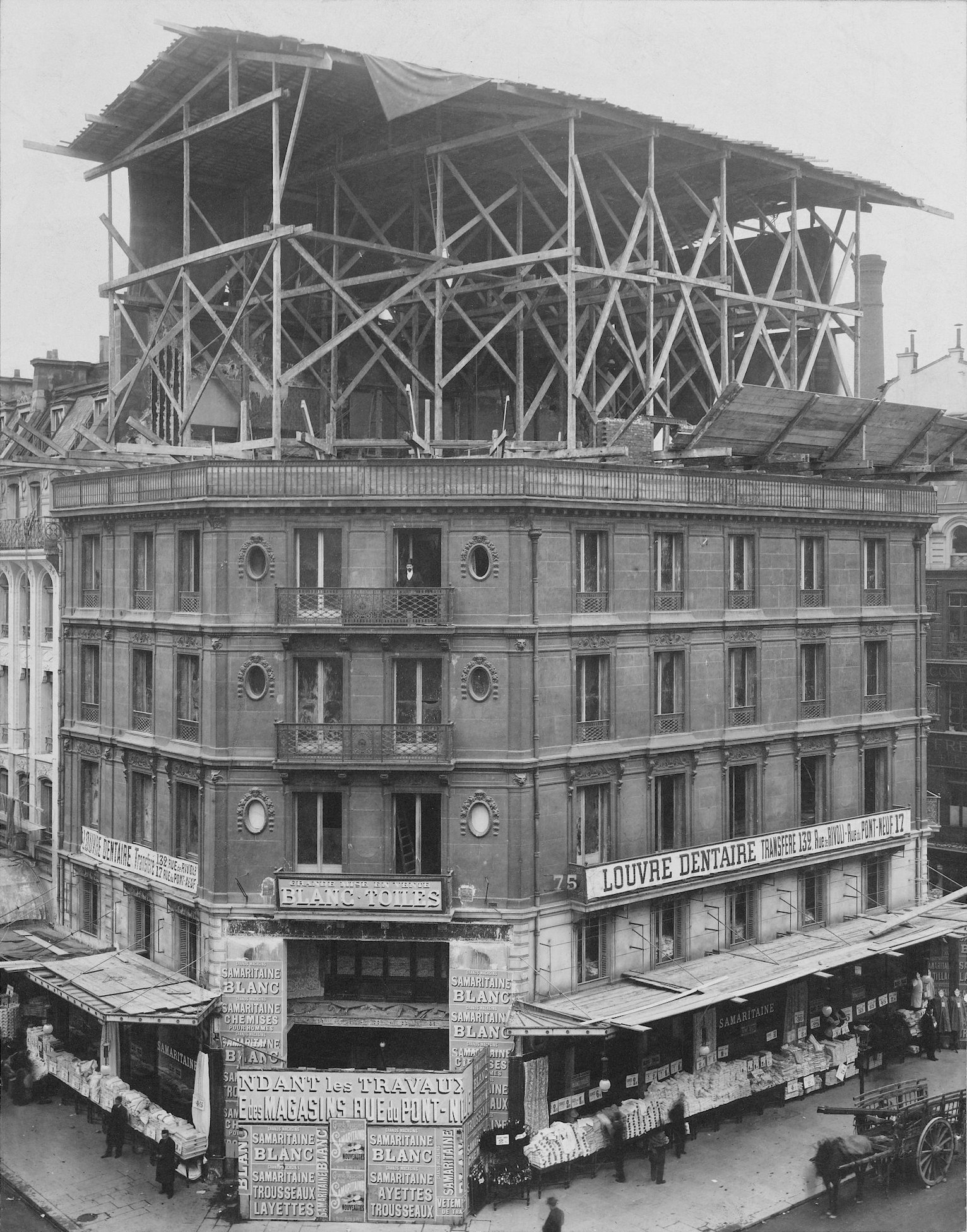
L'agrandissement du magasin 1, rue de Rivoli.

Depuis sa création en 1870 jusqu'en 1932, La Samaritaine s'agrandit progressivement, s'adjoignant les immeubles voisins jusqu'à occuper l'ensemble d'un pâté de maisons avant d'investir un nouvel îlot, le tout sans fermeture du grand magasin. Après 1933, l'aménagement des magasins sera modifié mais leur architecture ne fera plus l'objet de modifications majeures.
La Samaritaine a ouvert en 1870 au rez-de-chaussée d'un immeuble situé dans l'îlot qui deviendra le magasin 1. À partir du début des années 1880, l'ensemble des immeubles situés entre la rue de la Monnaie, la rue du Pont-Neuf et la rue de Rivoli sont rachetés, ce qui aboutit en 1904 à la création d'un vaste magasin 1 dont la distribution intérieure (planchers, escaliers) aura été entièrement revue sans que l'aspect des façades ait été profondément modifié.

Le magasin 1
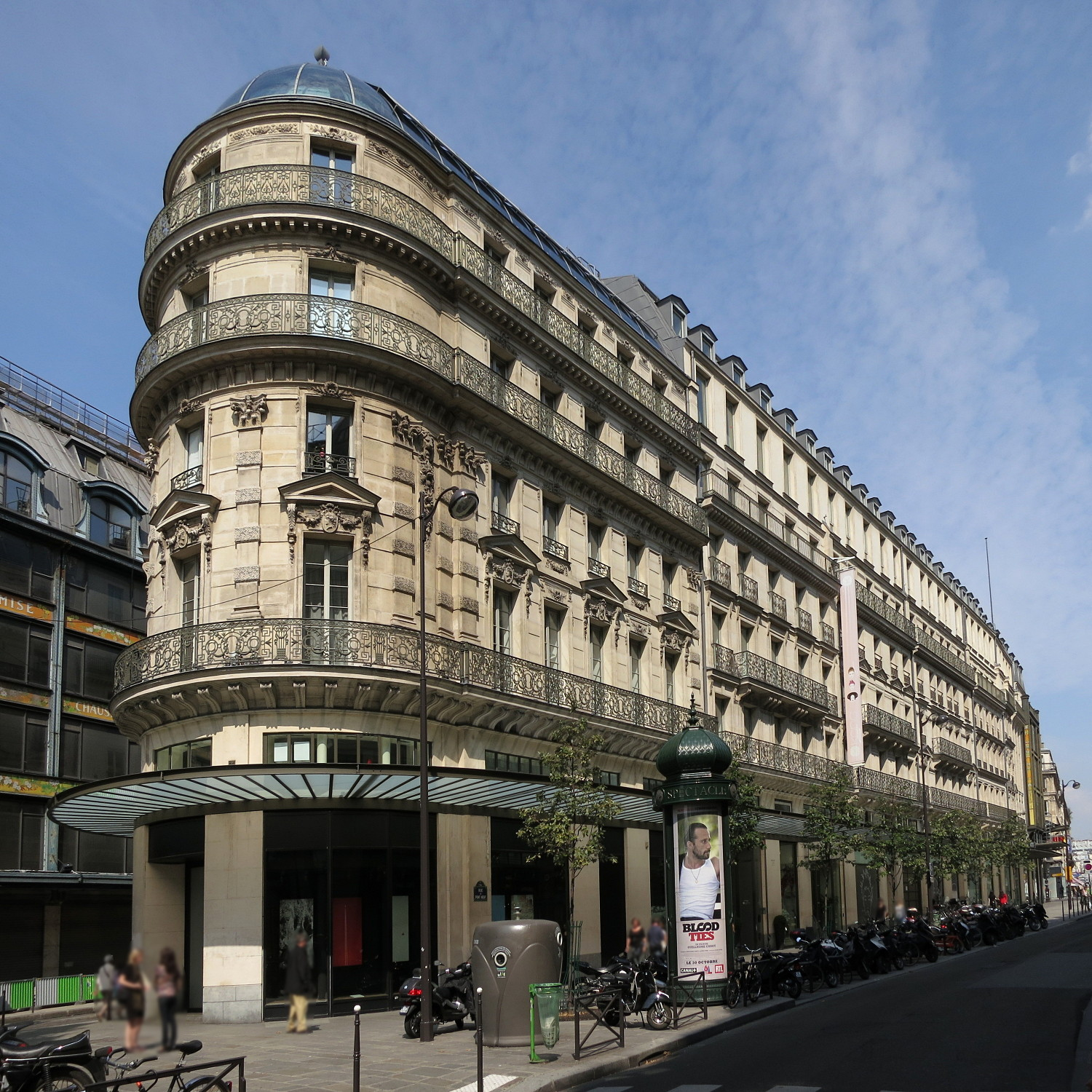
Rue du Pont-Neuf.
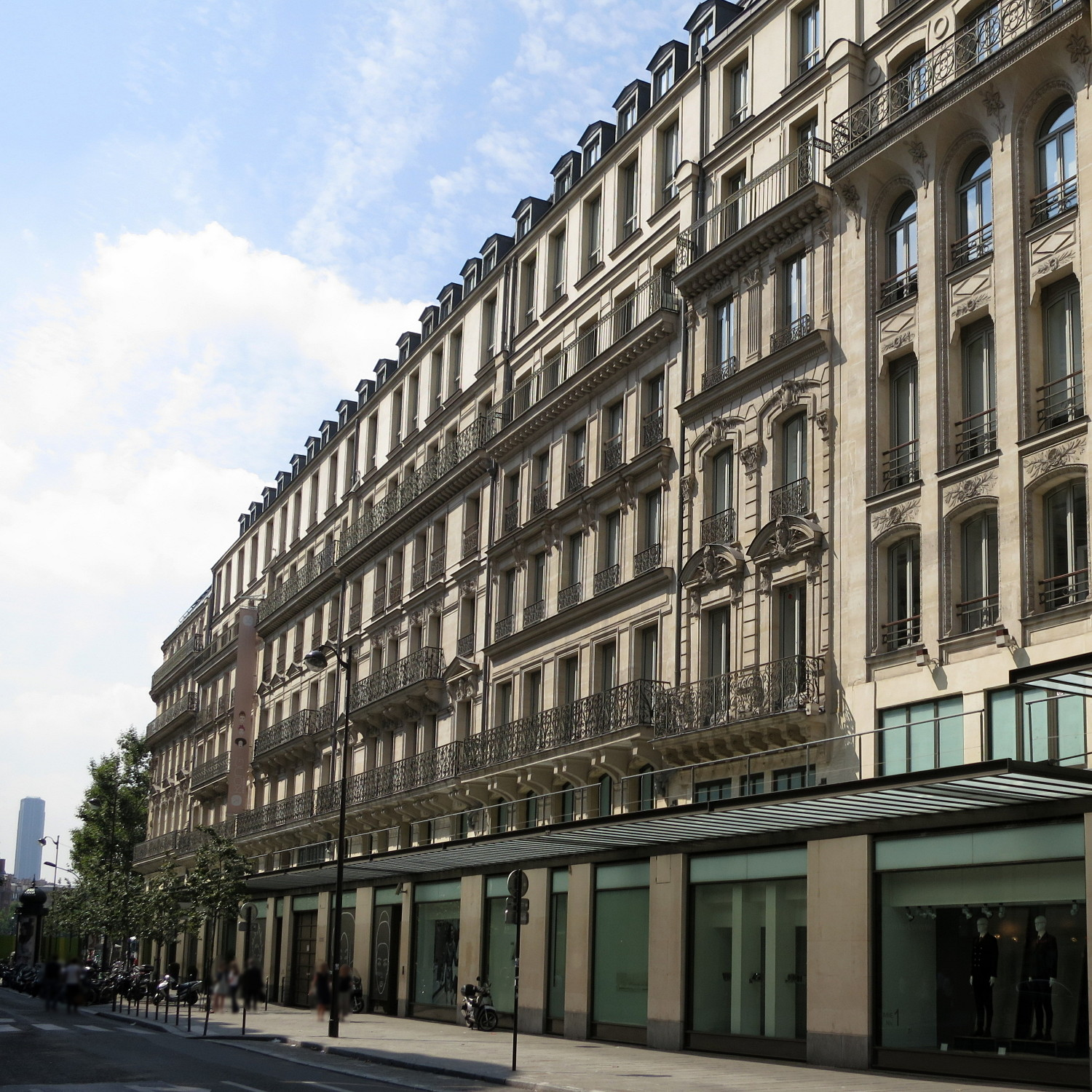
Vu depuis la rue de Rivoli.

### La création d'un deuxième magasin

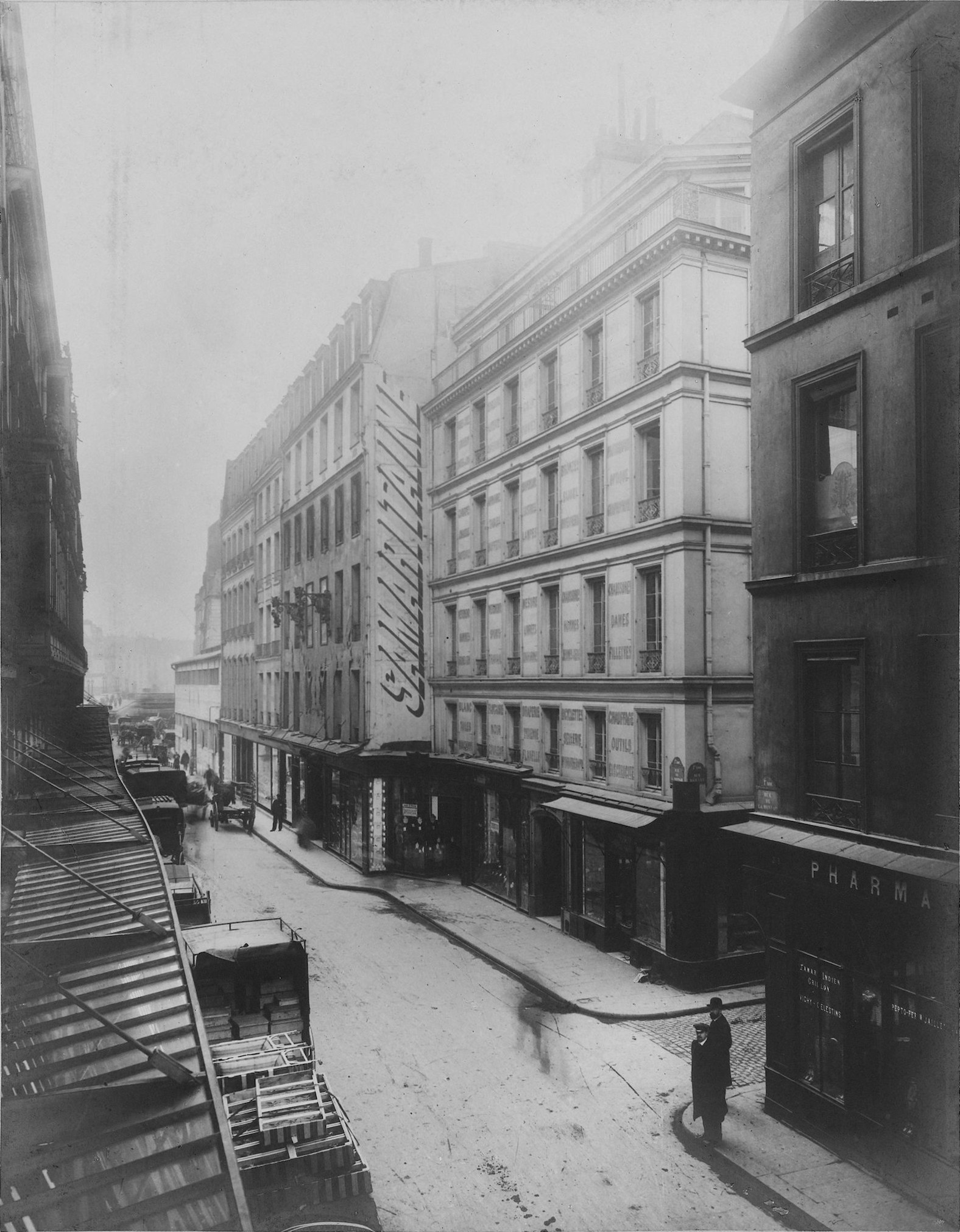
Vue du magasin 2 rue de la Monnaie en 1905, avant la reconstruction du magasin par Frantz Jourdain.

Parallèlement au développement du magasin 1, des immeubles d'habitation sont acquis dans l'îlot situé de l'autre côté de la rue de la Monnaie, îlot qui constituera le magasin 2 : 
- le 19, rue de la Monnaie en 1886 ;
- le 3, rue Baillet en 1889 ;
- le 17, rue de la Monnaie en  1891 ;
- le 20 rue de l'Arbre-Sec en 1893 ;
- les immeubles situés à l'angle des rues Baillet et de l'Arbre-Sec (5-7, rue Baillet, 22, rue de l'Arbre-Sec) et à l'angle des rues Baillet et de la Monnaie (1, rue Baillet, 21 rue de la Monnaie) en 1898 ;
- les parcelles situées entre l'impasse des Provençaux et la rue des Prêtres-Saint-Germain-l'Auxerrois en 1903.

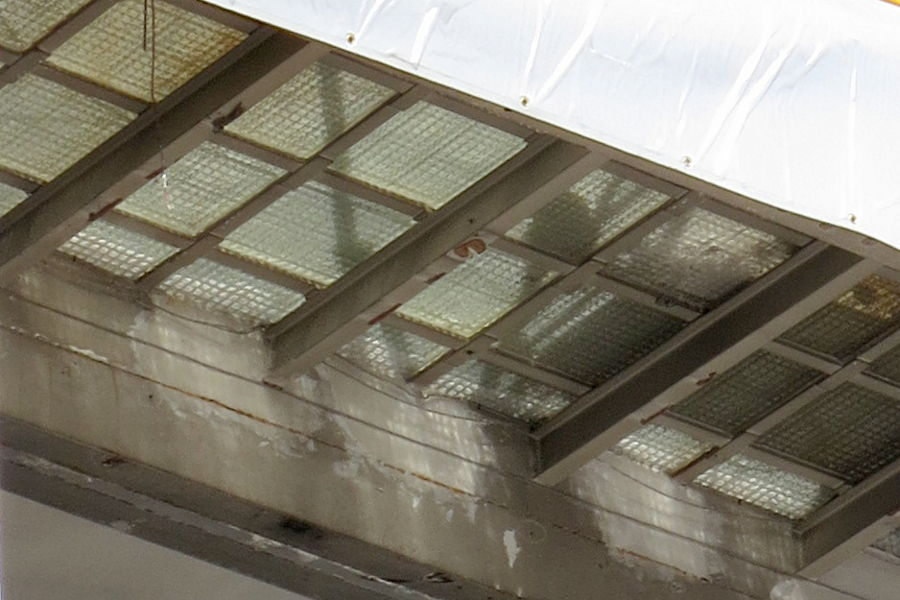
Les dalles de verre posées sur des poutres métalliques constituant les planchers de La Samaritaine (magasin 4, lors de sa démolition en 2014).

À partir de 1885, Ernest Cognacq fait appel à l'architecte Frantz Jourdain pour l'aménagement, l'agrandissement et la transformation des nouveaux magasins : si les façades sont conservées, certains immeubles sont reconstruits, d'autres sont rehaussés et les cours sont couvertes de verrières.
Dès cette époque, Jourdain choisit des planchers constitués de dalles de verre posées sur des poutres métalliques : ce procédé permet d'augmenter la capacité de portance des planchers (qui étaient auparavant ceux d'immeubles d'habitation), de réduire leur épaisseur et par là même d'augmenter la hauteur sous plafond et enfin de laisser passer la lumière entre les niveaux, ce jusqu'aux sous-sols. Ces planchers de verre sont une caractéristique permanente de l'architecture de La Samaritaine, ils seront adoptés lors de l'aménagement des quatre magasins.
Sous la direction de l'architecte Frantz Jourdain commence en 1905 une phase, qui s’achèvera en 1910, de réaménagement complet et de reconstruction du magasin 2, entre la rue de la Monnaie, la rue Baillet, la rue de l'Arbre-Sec et la rue des Prêtres-Saint-Germain-l'Auxerrois : l'impasse des provençaux est annexée, un passage sous la rue de la Monnaie est créé pour faire communiquer les sous-sol des magasins 1 et 2, les immeubles sont reconstruits en adoptant une architecture de métal et de verre, de nouvelles façades style Art nouveau sont réalisées, des rotondes surmontées de coupoles polychromes sont construites aux deux angles du magasin 2 rue des Prêtres-Saint-Germain-l'Auxerrois, les parties métalliques sont peintes en « bleu canard » et les façades sont recouvertes de laves émaillées jaunes aux décors floraux.
Le style tapageur du nouveau bâtiment, et en particulier de ses coupoles, est largement critiqué par les partisans d'une esthétique plus traditionnelle pour le cœur historique de Paris.

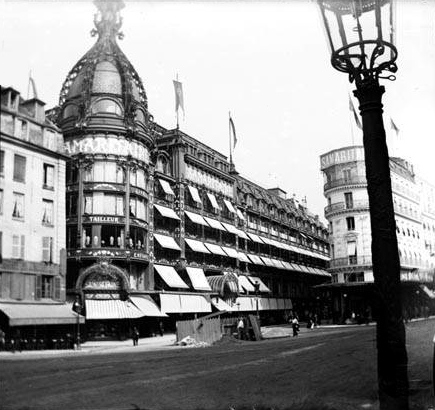
L’une des deux Rotondes du magasin 2 surmontée de sa coupole polychrome en 1912.
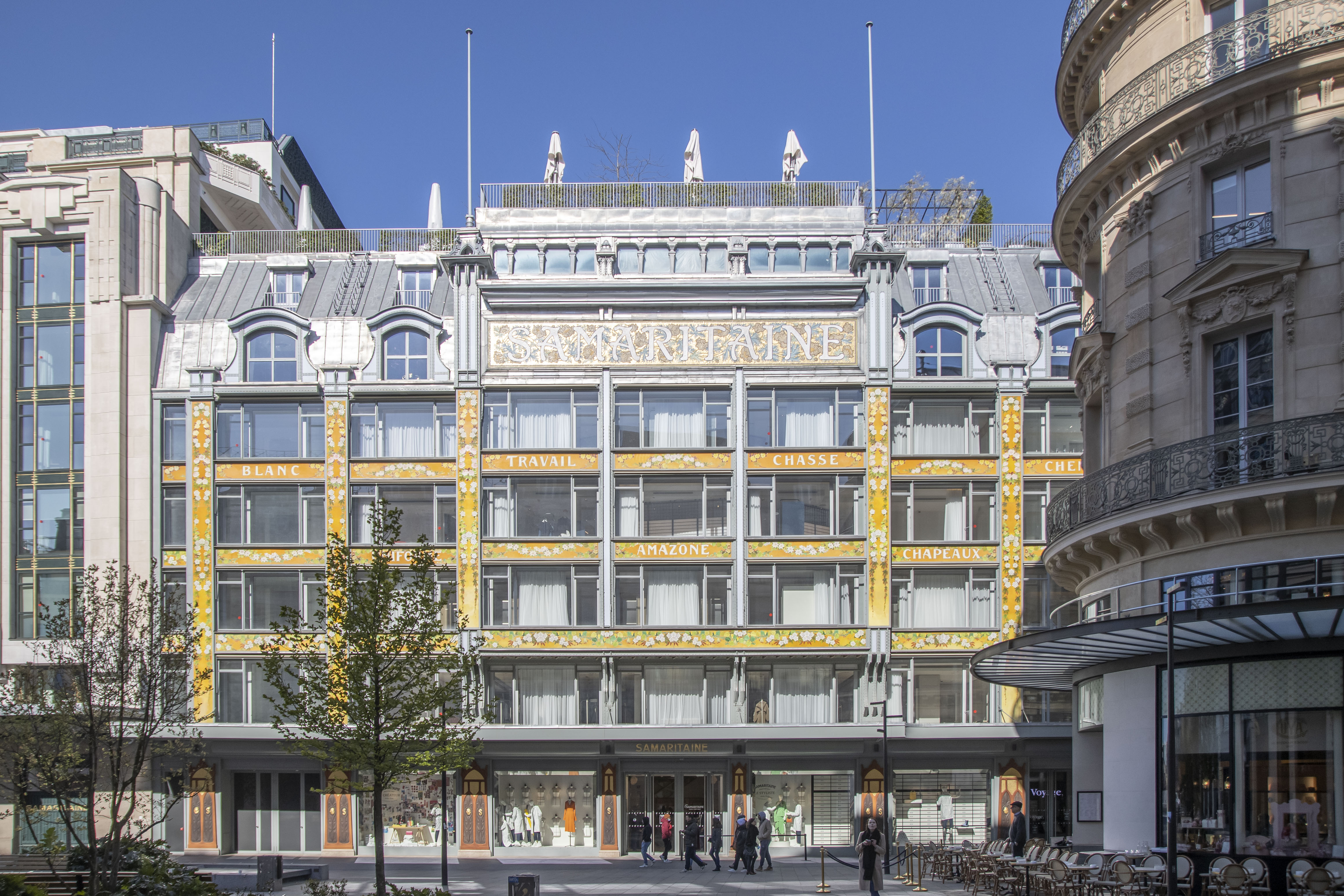
La façade du magasin 2, rue de la Monnaie[note 4].
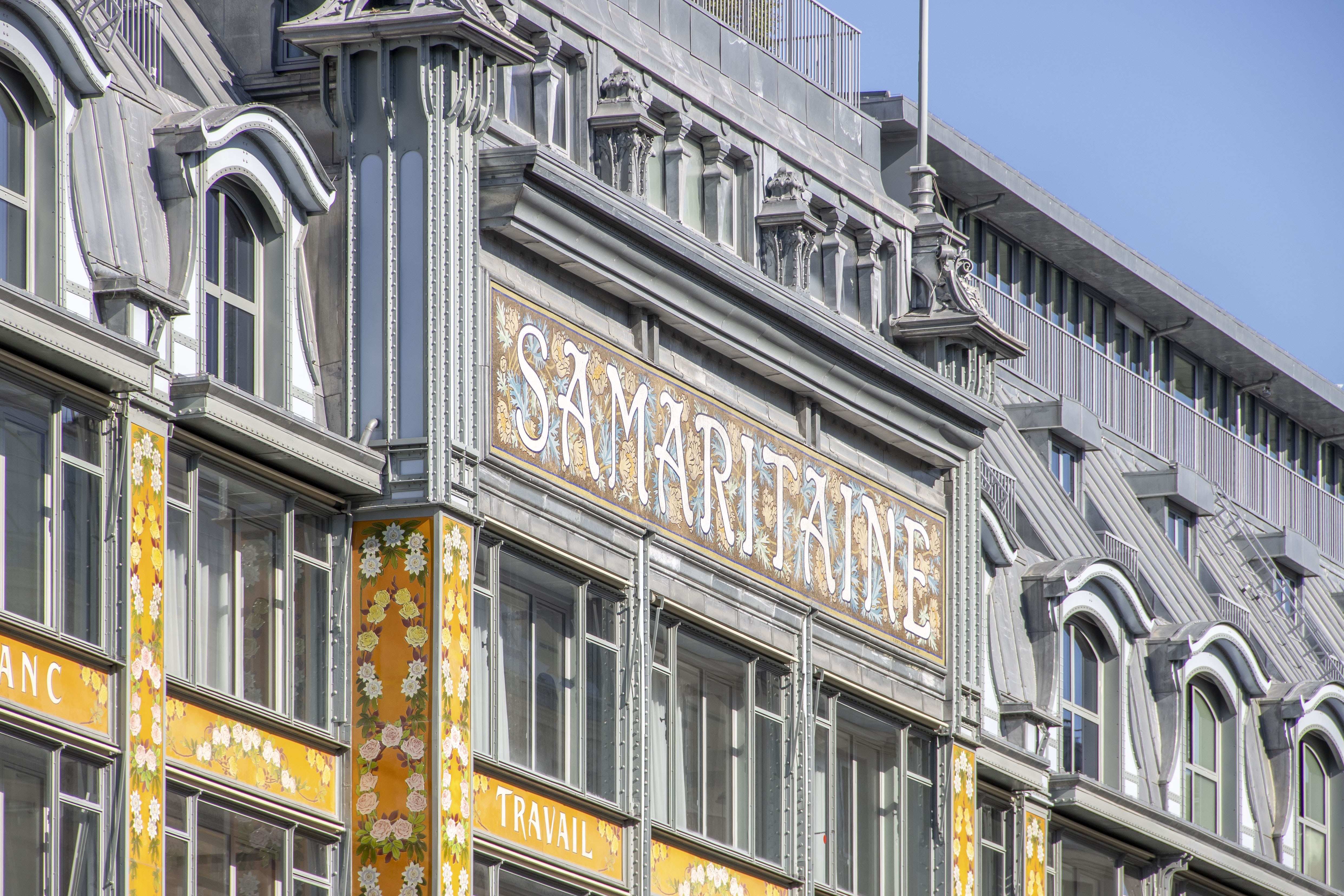
Enseigne du magasin 2.
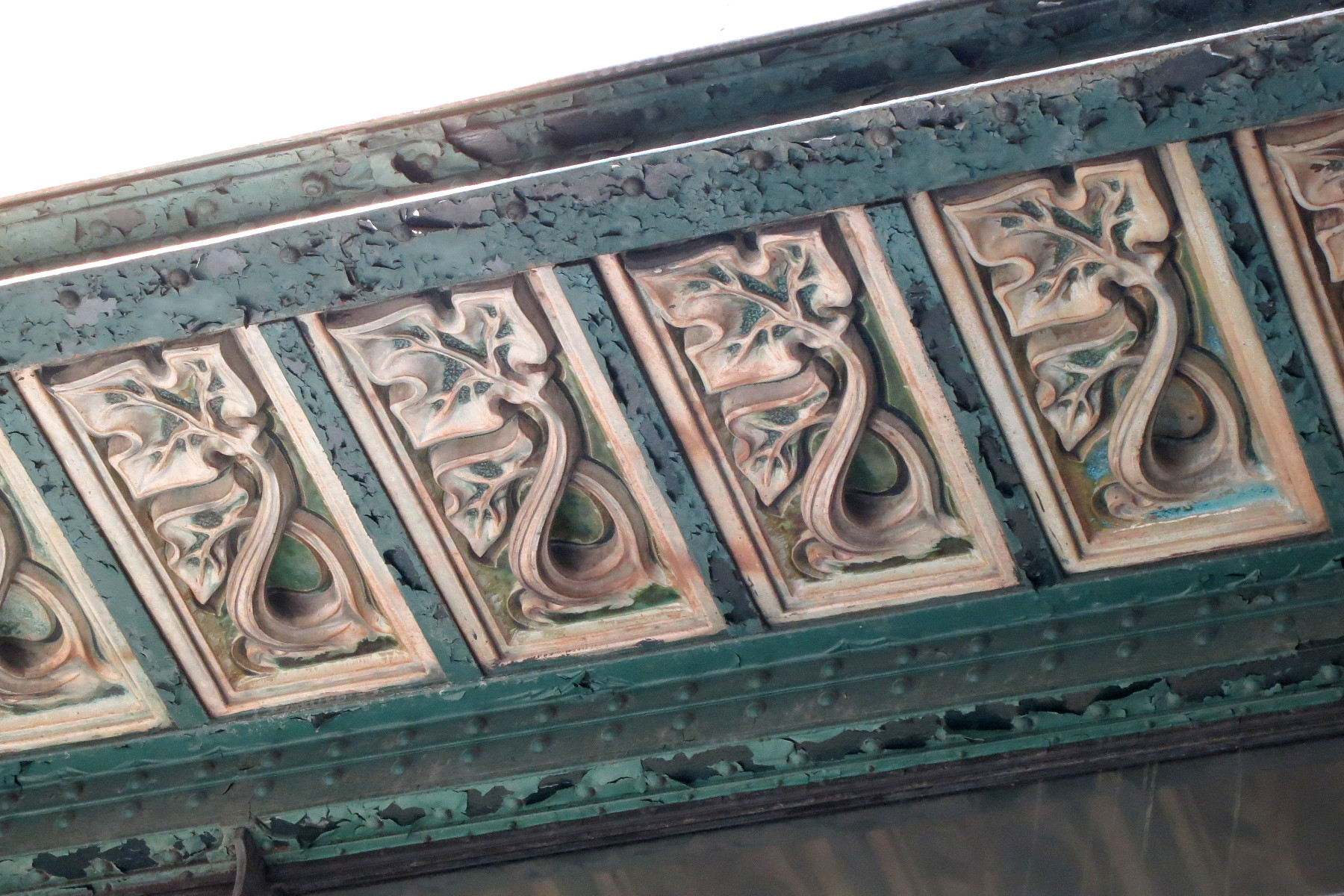
Détail du décor du magasin 2 au-dessus de la marquise, rue de la Monnaie.
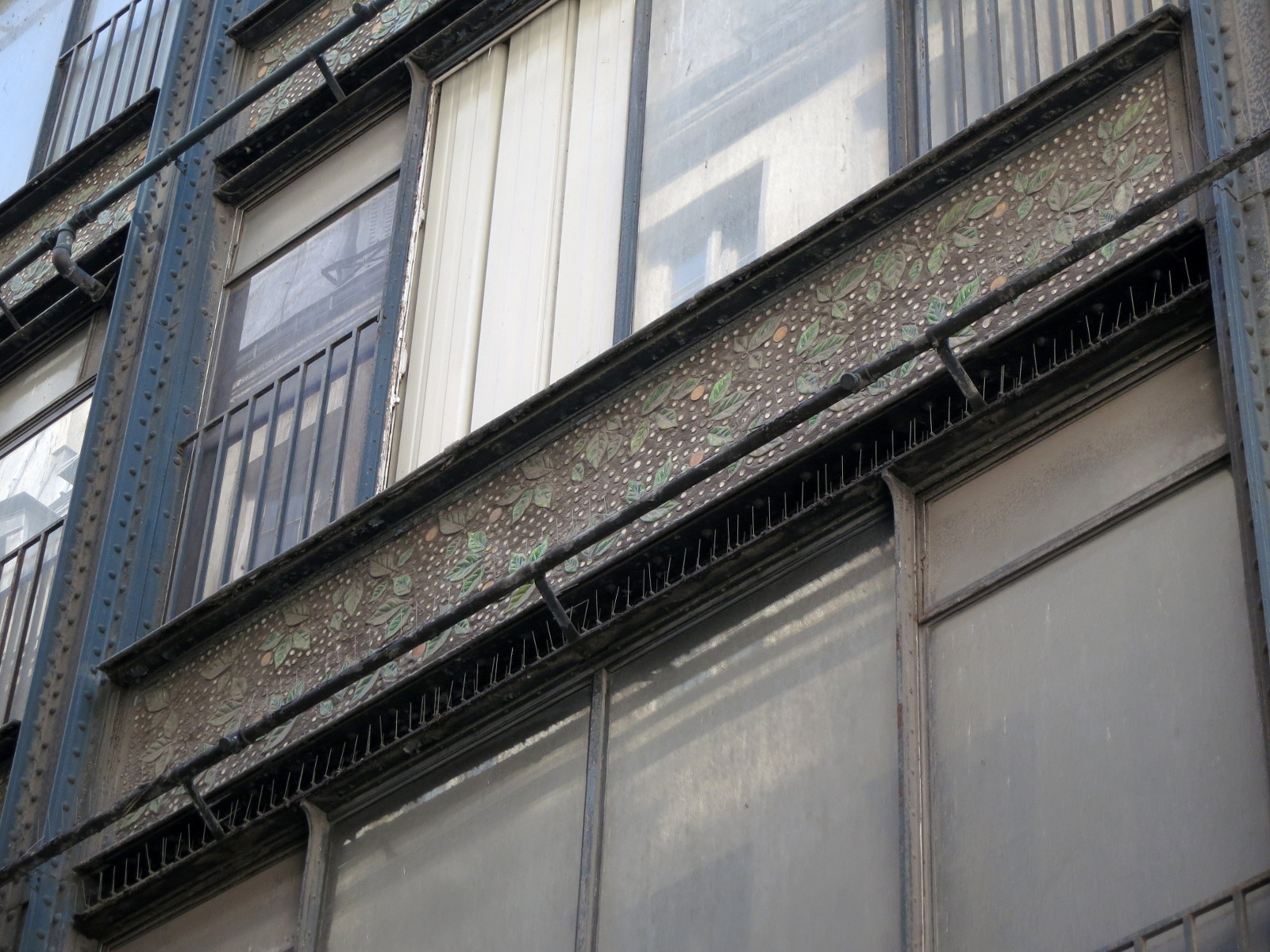
Détail de la façade rue Baillet du magasin 2, décorée avec des grès de Bigot[56].
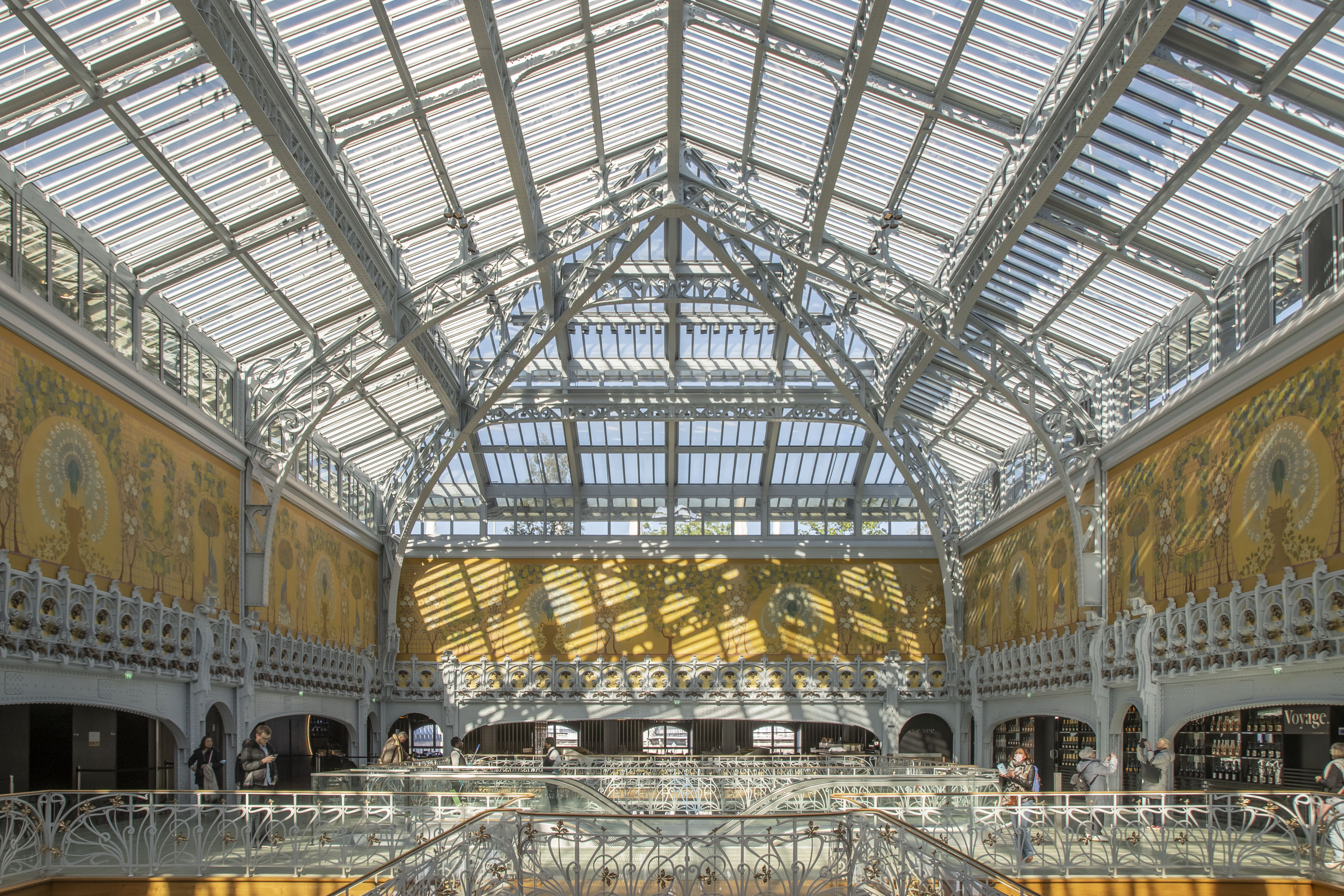
Le dernier étage et la verrière.
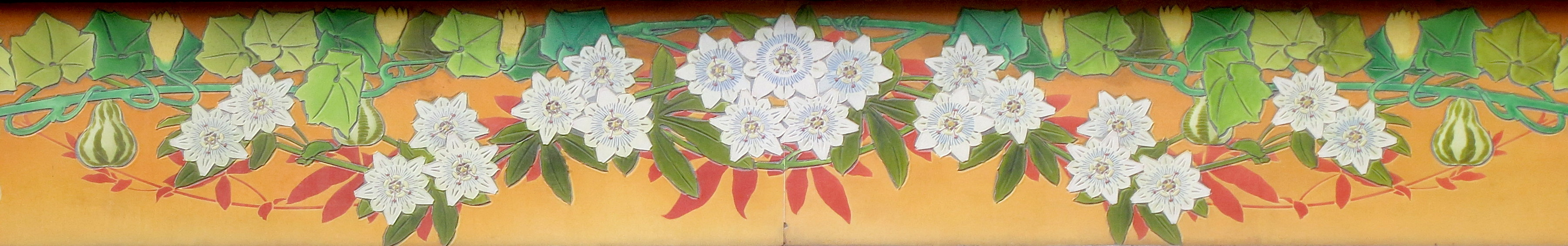
Élément de décor de la façade rue de la Monnaie du magasin 2, en lave émaillée.

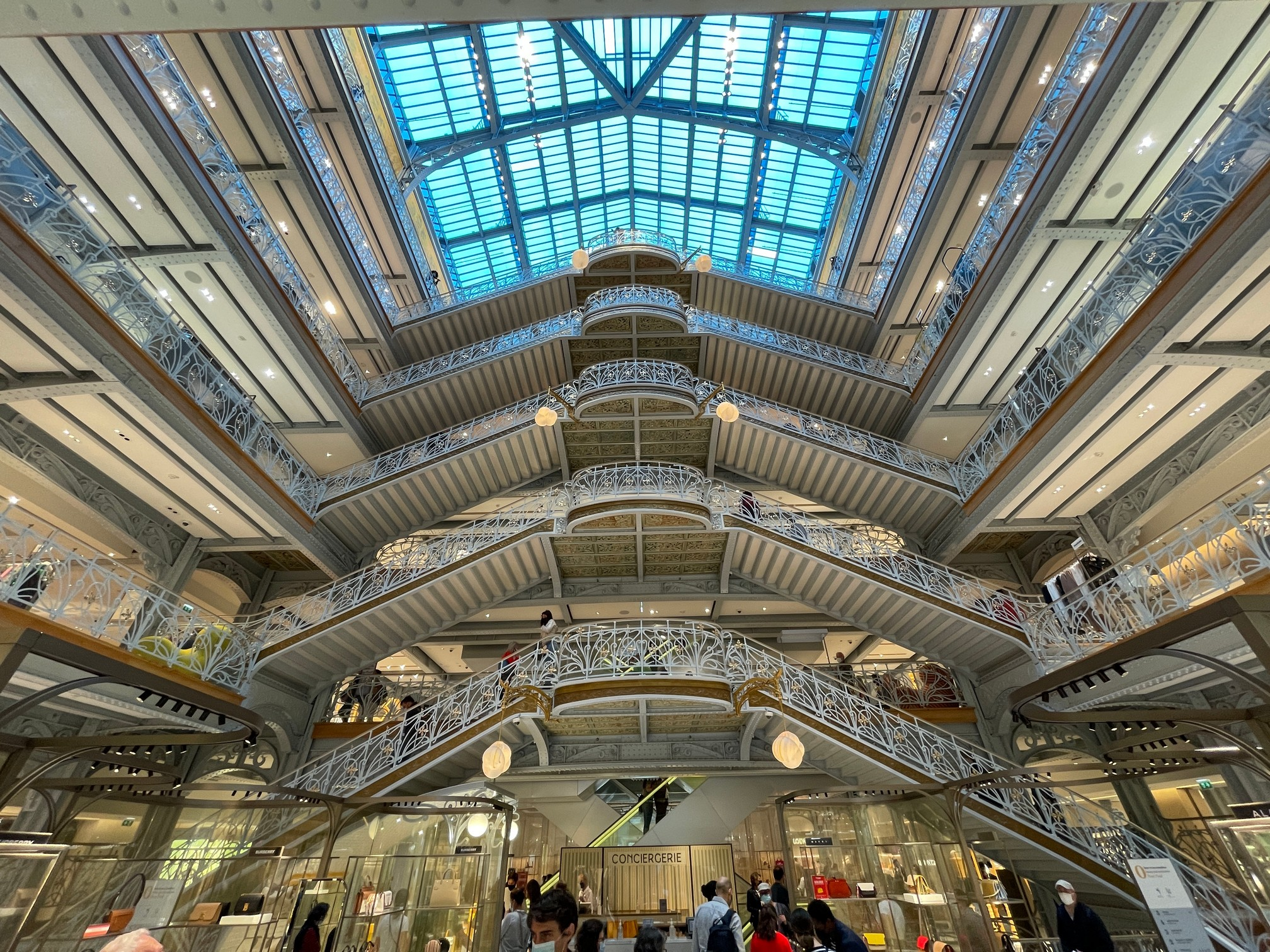
Le grand escalier vu du RDC.
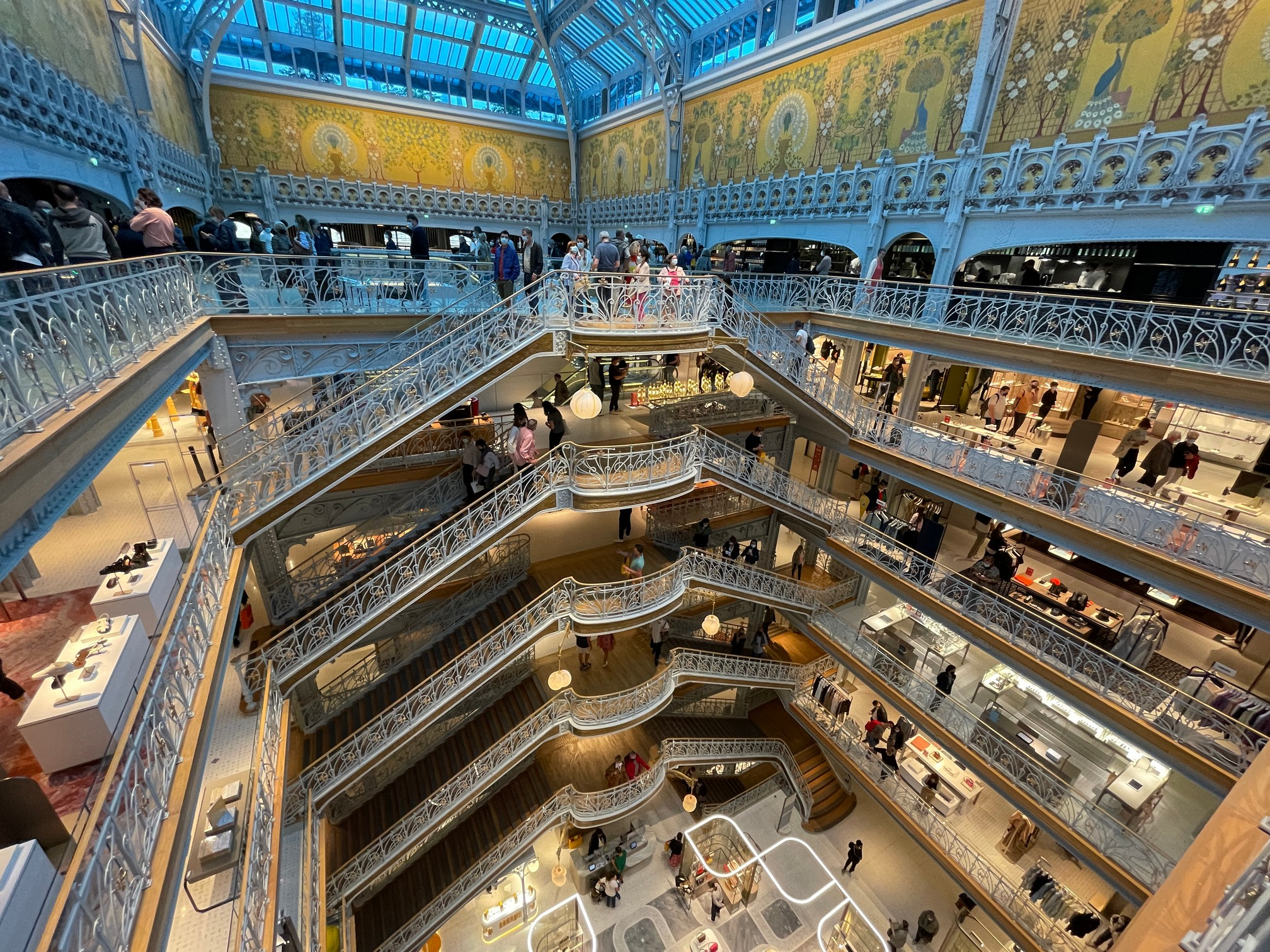
Le grand escalier vu du dernier niveau.

### Le rajeunissement dumagasin 1
Le magasin 2 achevé en 1910, un rajeunissement du magasin 1 est alors envisagé. Cette rénovation restera cependant limitée et se cantonne à un renouvellement de la façade de la rue de Rivoli par la création d'une « double peau » conçue par Frantz Jourdain dans le même style que le nouveau magasin 2. Commencée en 1911, cette rénovation de la façade Rivoli est terminée en 1912.

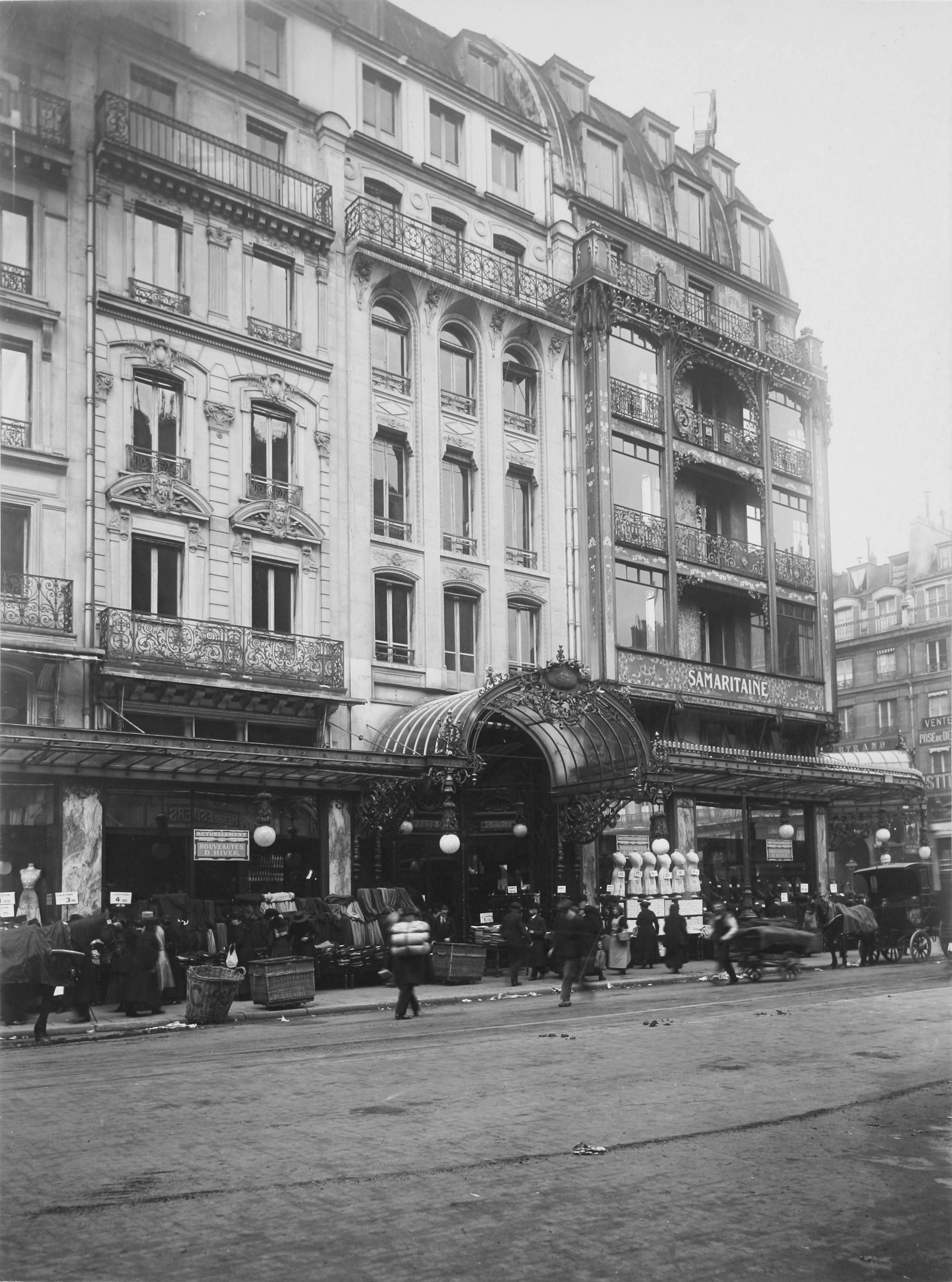
Le magasin 1 rue du Pont-Neuf en 1917.
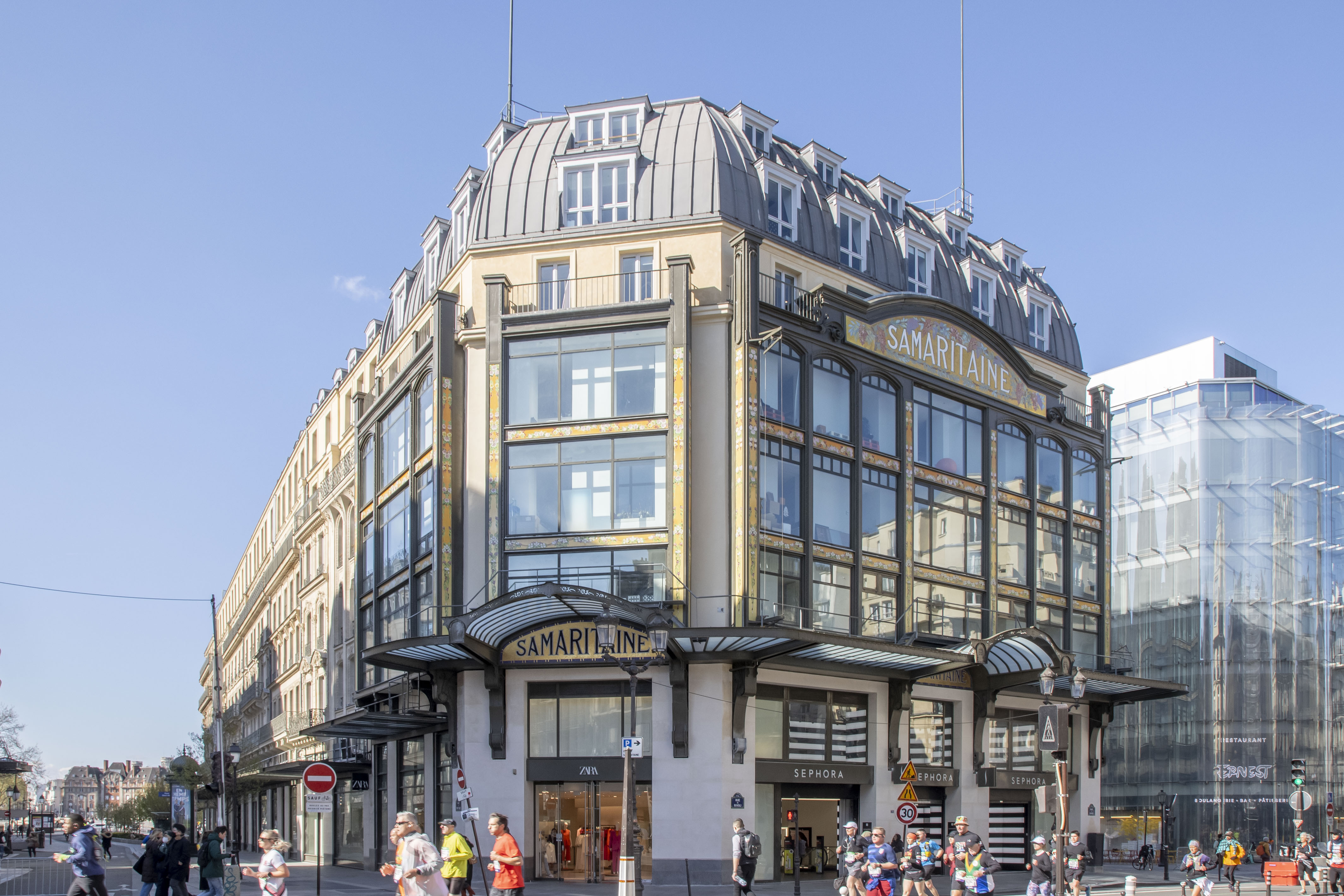
La façade du magasin 1, rue de Rivoli.
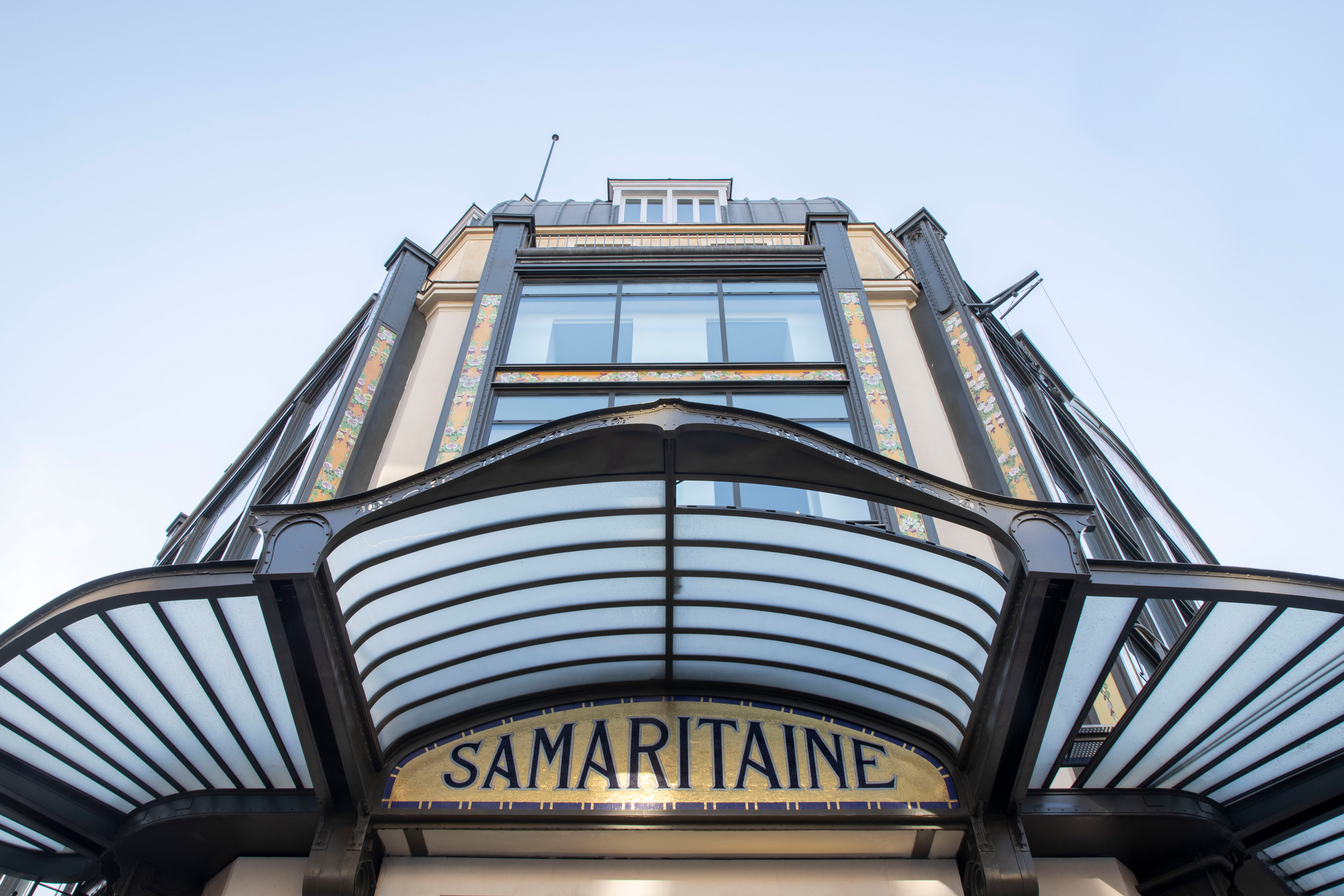
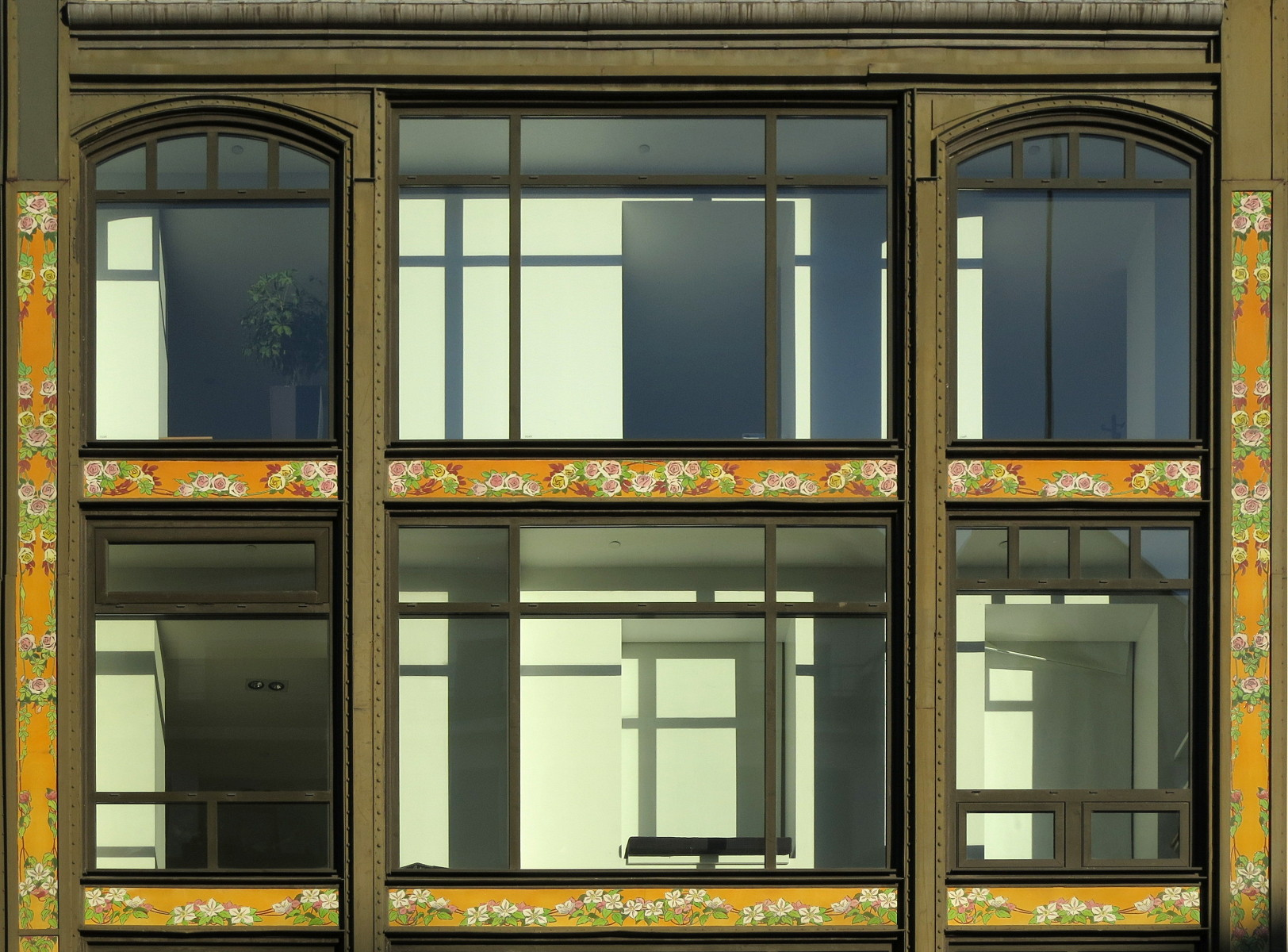
Détail de la façade du magasin 1 rue du Pont-Neuf, à l'angle de la rue de Rivoli.

### L'agrandissement dumagasin 2
En 1922, Ernest Cognacq projette d'agrandir encore le magasin 2 en lui adjoignant l'îlot situé entre la rue des Prêtres-Saint-Germain-l'Auxerrois et le quai du Louvre ; ces travaux sont à nouveau confiés à Frantz Jourdain. Si la Ville de Paris accepte en 1924 le déclassement d'une partie de la rue des Prêtres-Saint-Germain-l'Auxerrois en vue de l'intégrer au nouveau magasin 2, elle refuse les plans de Frantz Jourdain qui prolongent en bordure de Seine, entre le Louvre et le Pont-Neuf, le style exubérant et controversé du magasin existant. Frantz Jourdain fait alors appel à son ami architecte Henri Sauvage pour concevoir un bâtiment bien plus en accord avec les aspirations de la Ville. Au fur et à mesure de leur collaboration et de l'évolution du projet, le style d'Henri Sauvage s'impose et on aboutit à un bâtiment Art déco doté de façades sobres en pierre avec les derniers étages en gradins ; le projet d'unification des façades de La Samaritaine est de fait abandonné et les rotondes et coupoles disparaissent à peine une vingtaine d'années après leur édification. Si le style de l'extension Sauvage tranche avec l'ancien magasin Jourdain, les structures (métalliques) sont quasiment identiques. Le nouveau magasin 2 est inauguré en septembre 1928 en l'absence d'Ernest Cognacq mort six mois plus tôt.
À la suite de la rénovation de 2021, cette partie de La Samaritaine est transformée en hôtel de luxe.

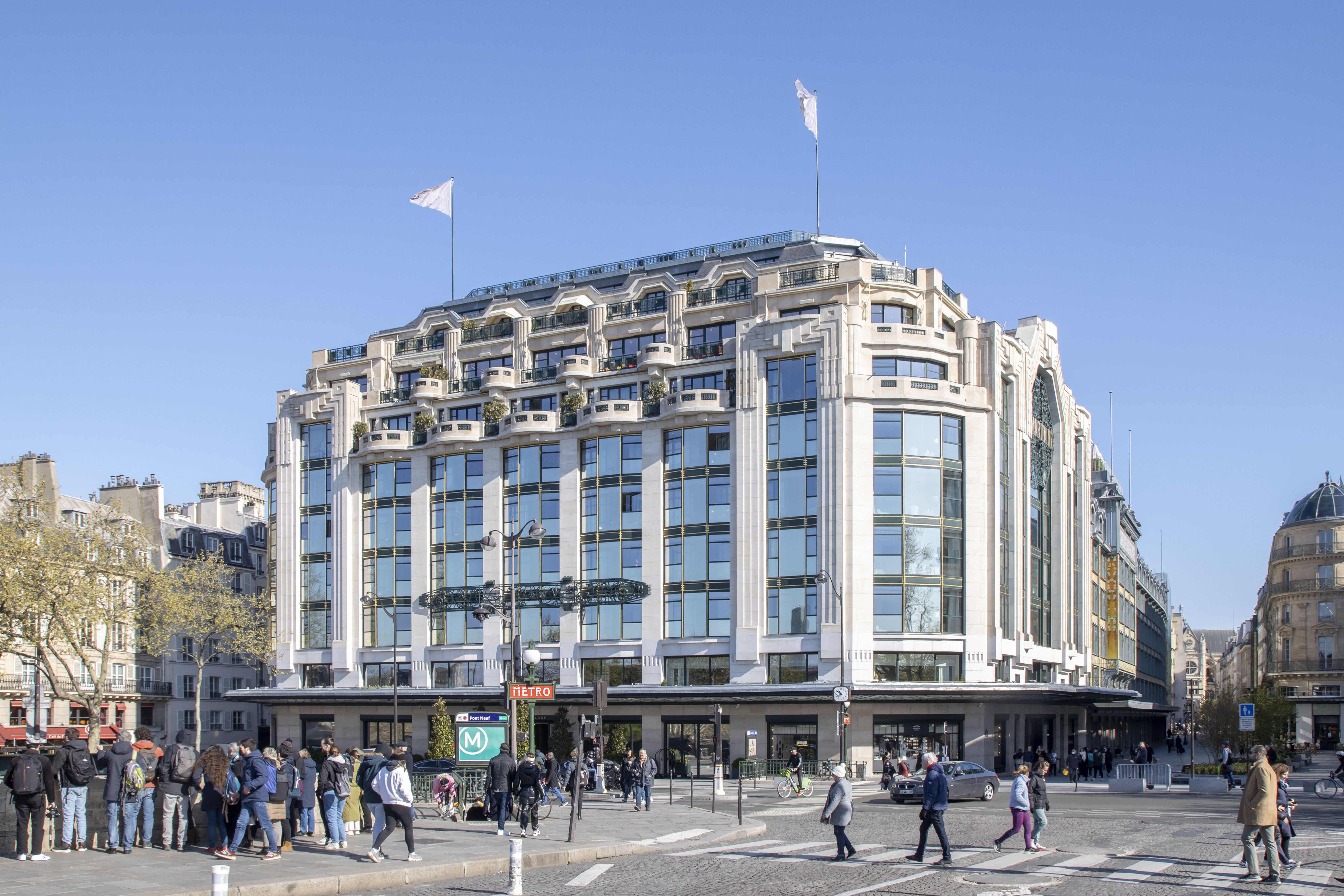
La façade du magasin 2, vu depuis le pont Neuf.
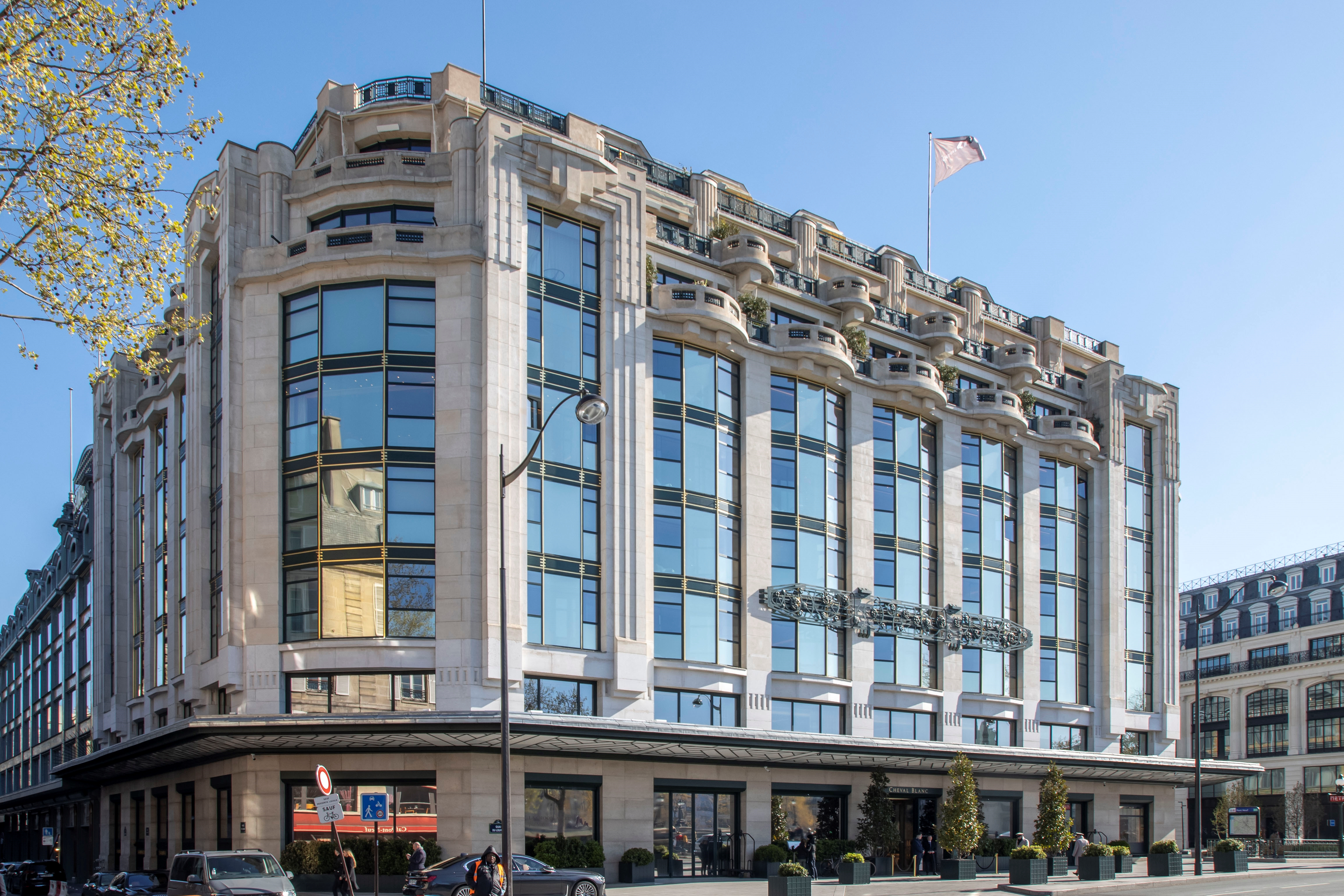
La façade du magasin 2, vu depuis le quai du Louvre.
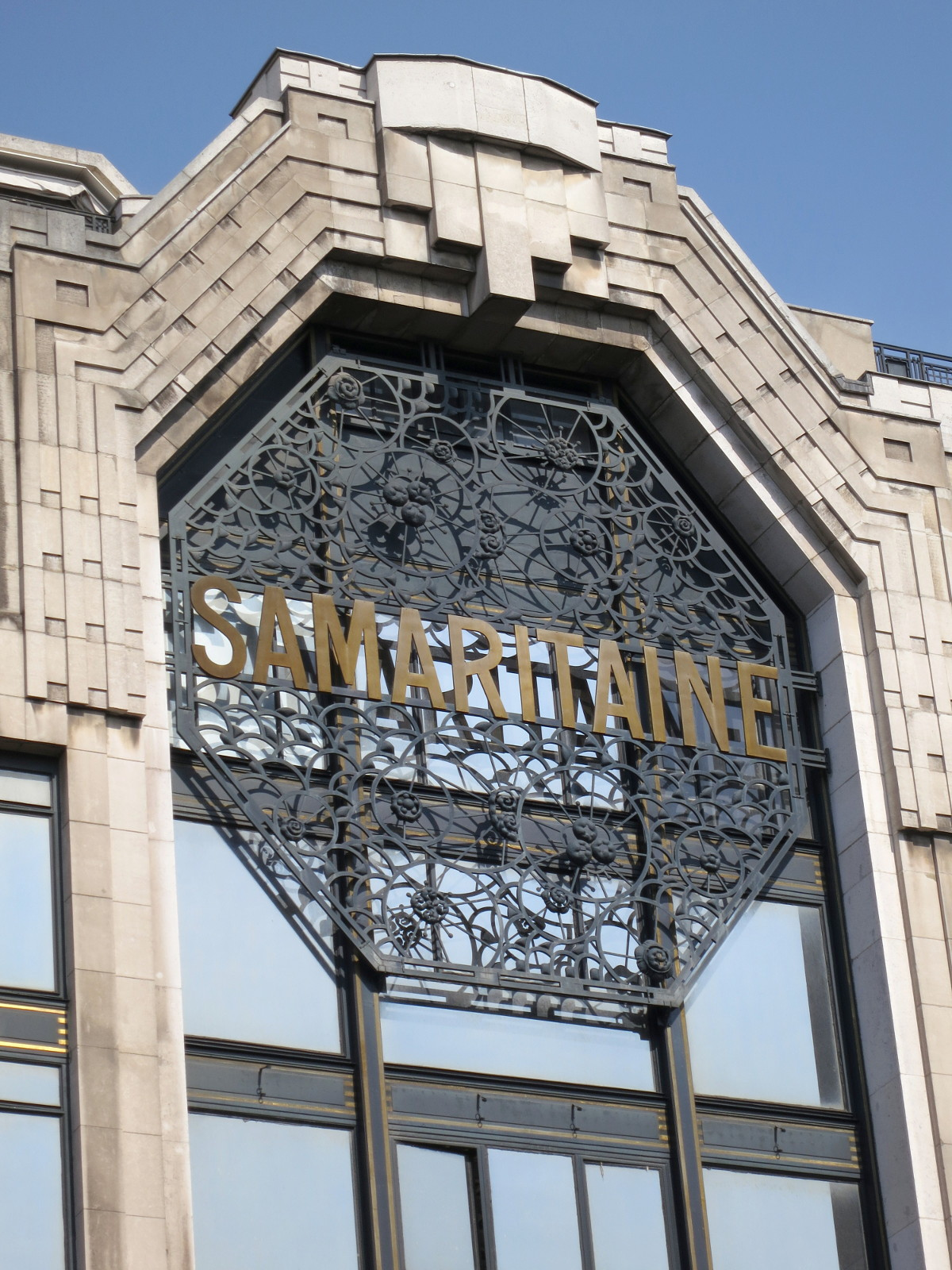
La façade du magasin 2, rue de la Monnaie.
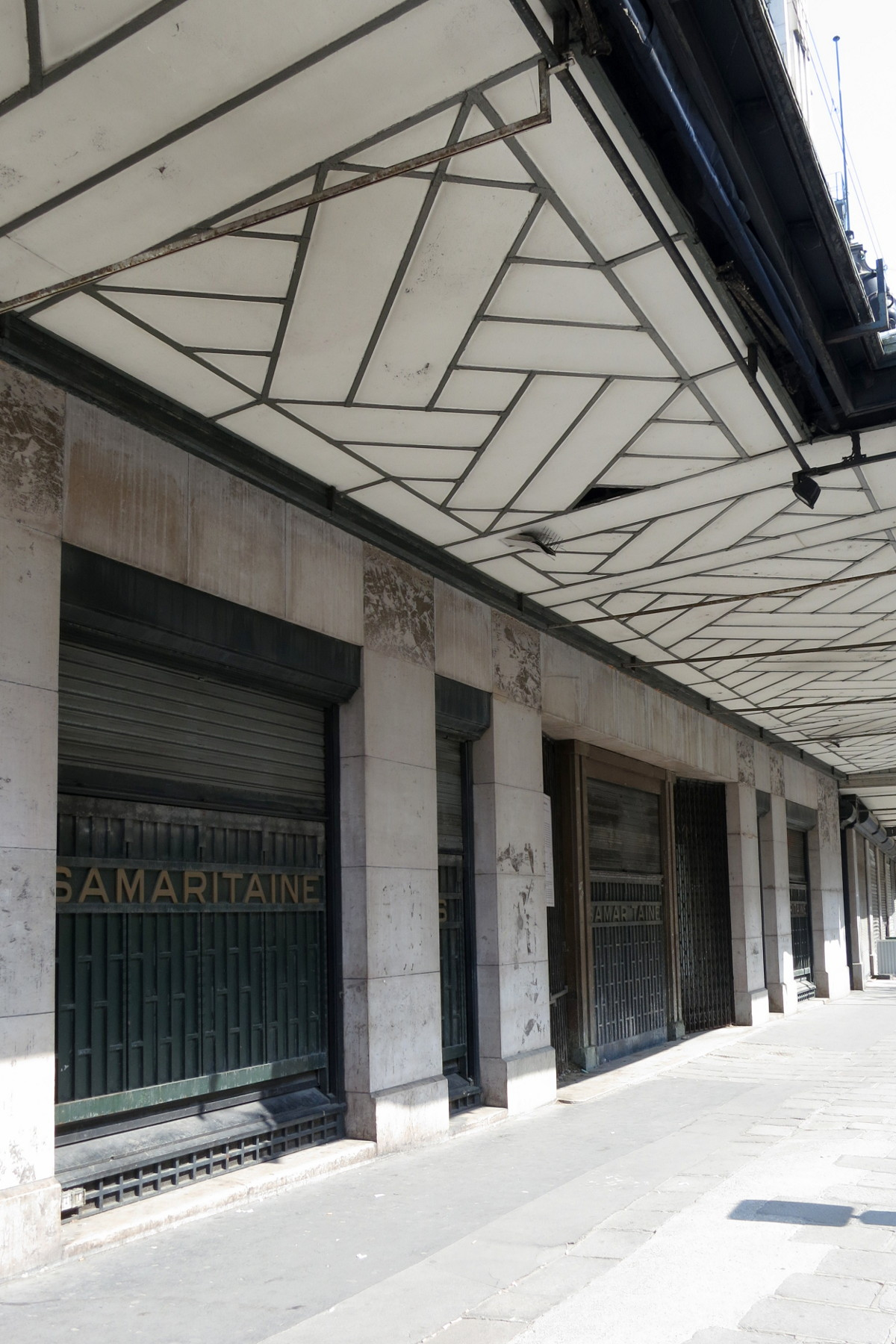
Portes et marquise du magasin 2, rue de la Monnaie.
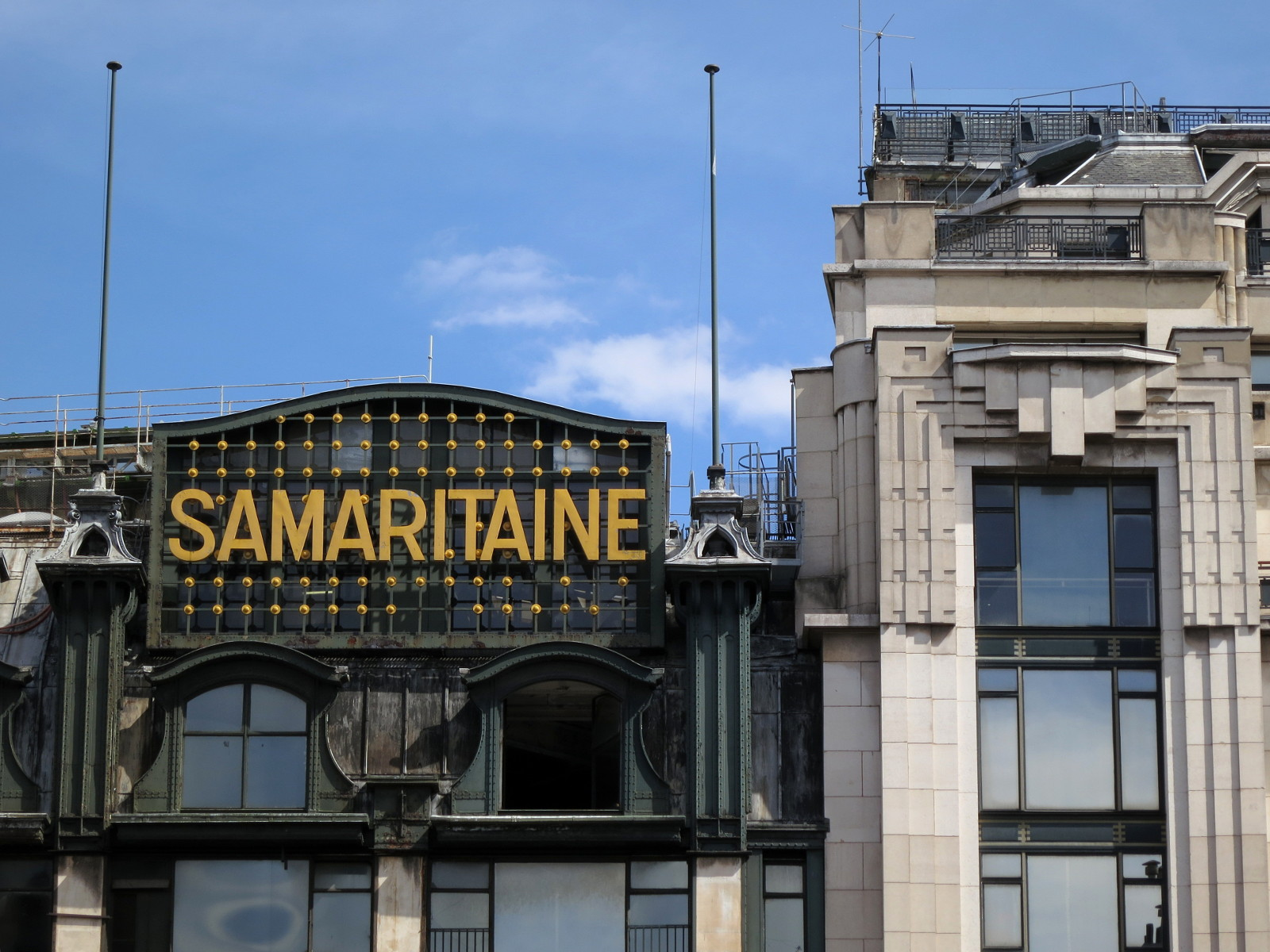
La limite entre les parties Jourdain (à gauche) et Sauvage (à droite) du magasin 2, rue de l'Arbre-Sec.

### La création du magasin 3
Les successeurs d'Ernest Cognacq poursuivent l'extension de La Samaritaine avec l'acquisition des immeubles situés entre la rue de Rivoli et la rue Boucher puis leur reconstruction en 1930 sous la direction d'Henri Sauvage pour constituer le magasin 3. L'architecture de ce magasin est proche de celle de l'extension du magasin 2 mais, libéré des exigences de la Ville de Paris pour le front de Seine, Henri Sauvage produit une architecture plus inventive et aboutie ; aux pierres crèmes du magasin 2, Henri Sauvage préfère des pierres rosées pour le magasin 3.

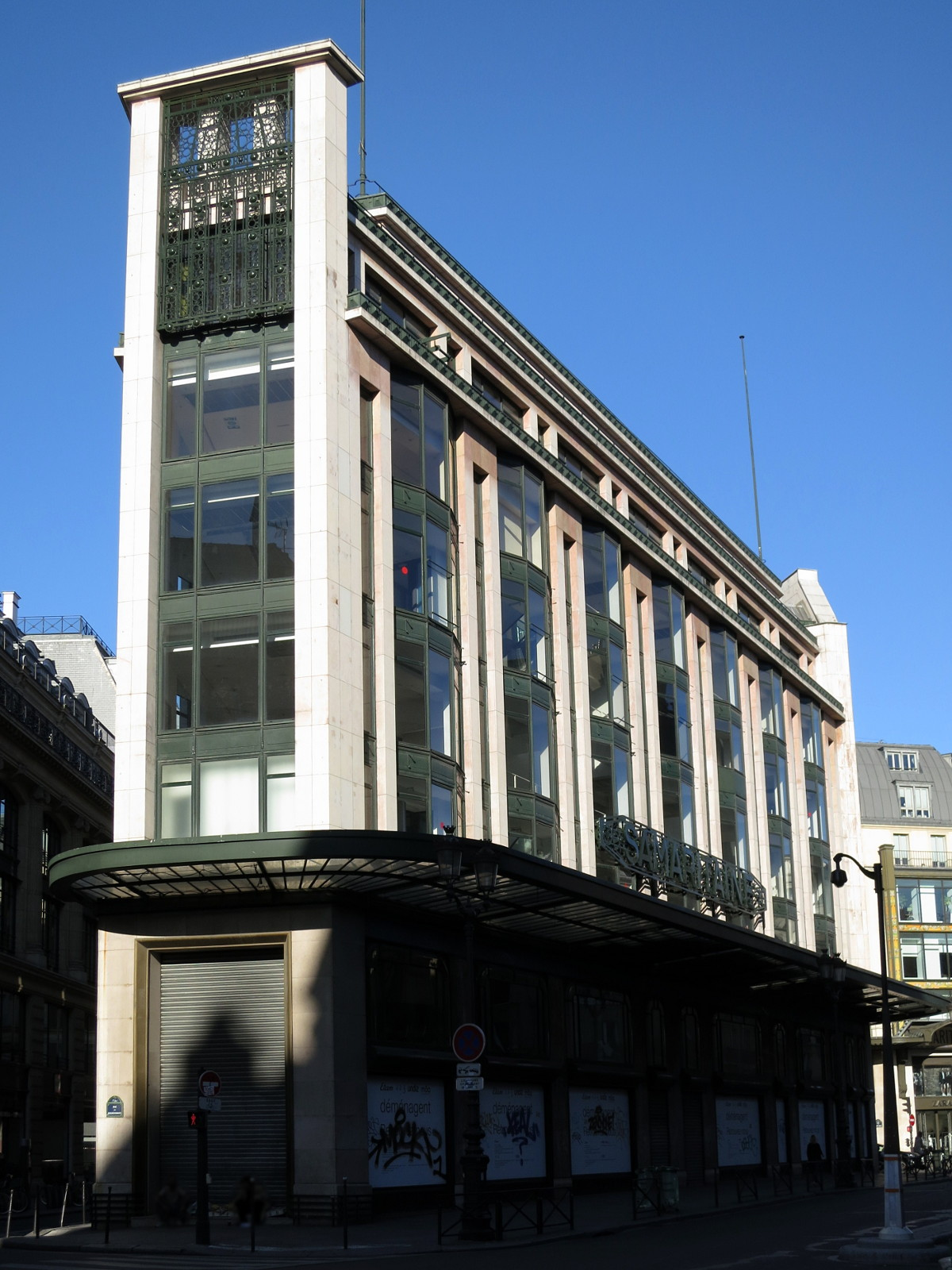
Le magasin 3, rue de Rivoli.
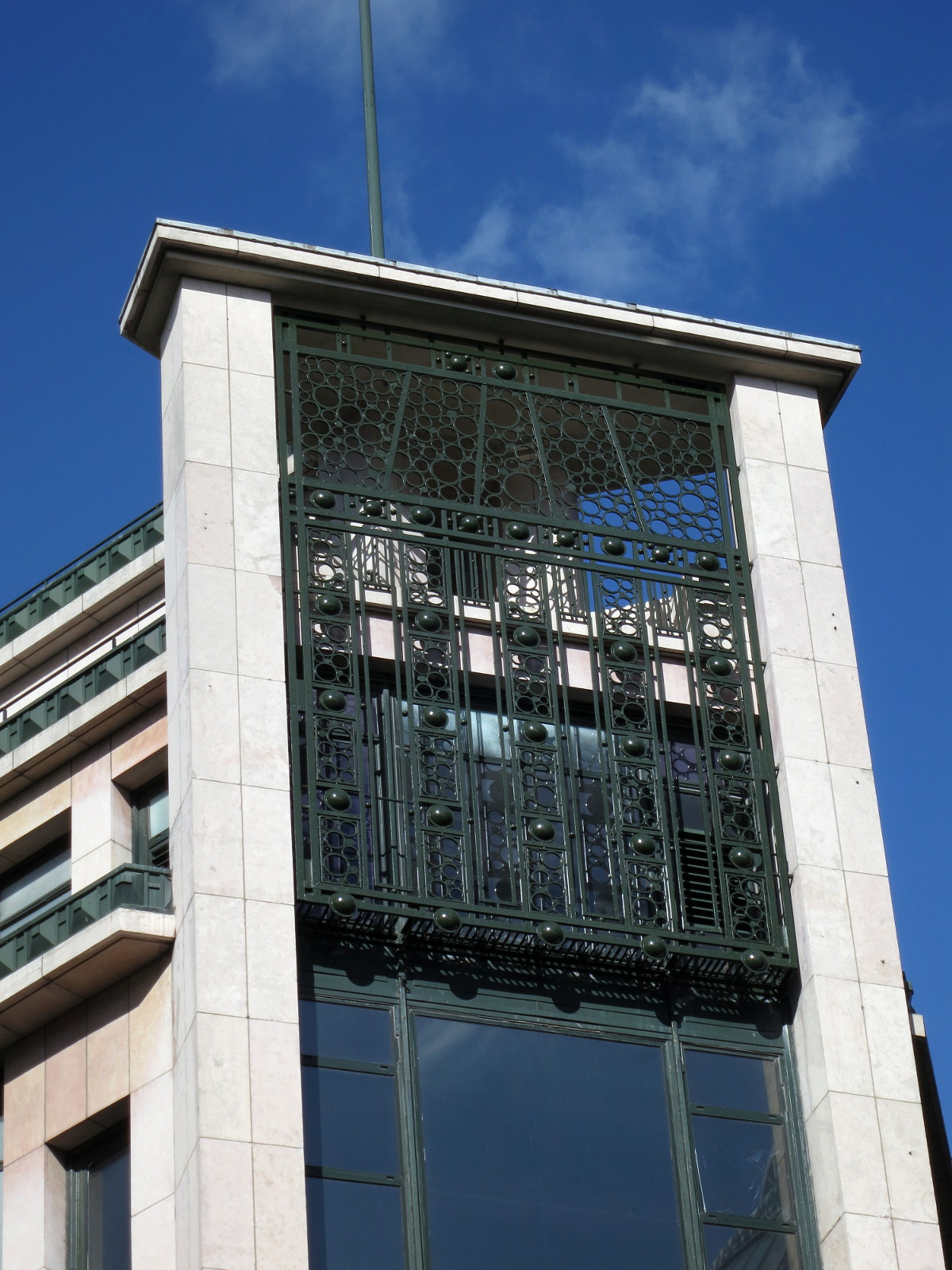
La partie supérieure de la façade du magasin 3, à l'angle de la rue du Pont-Neuf et de la rue Boucher.
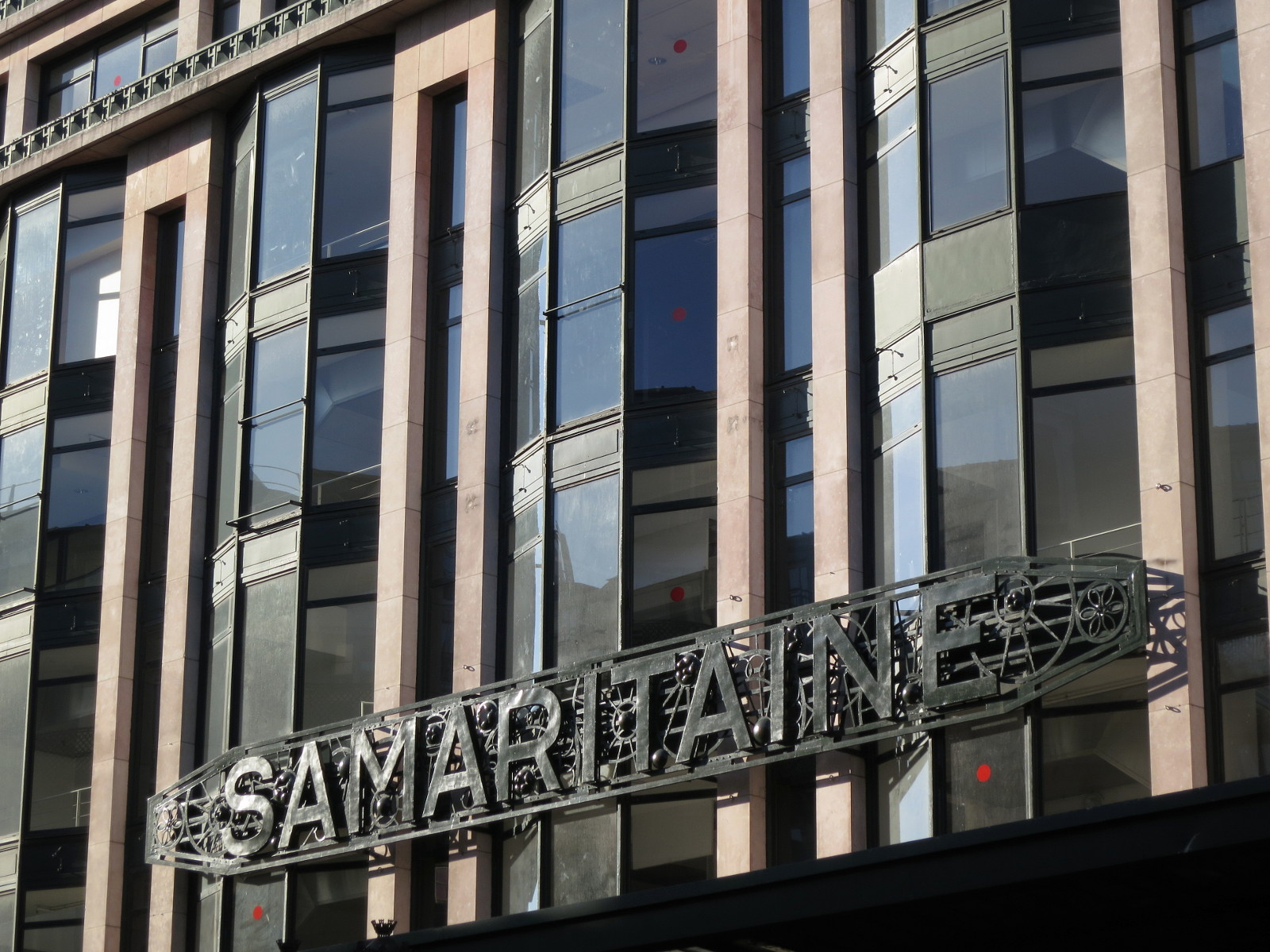
La façade rue de Rivoli du magasin 3.
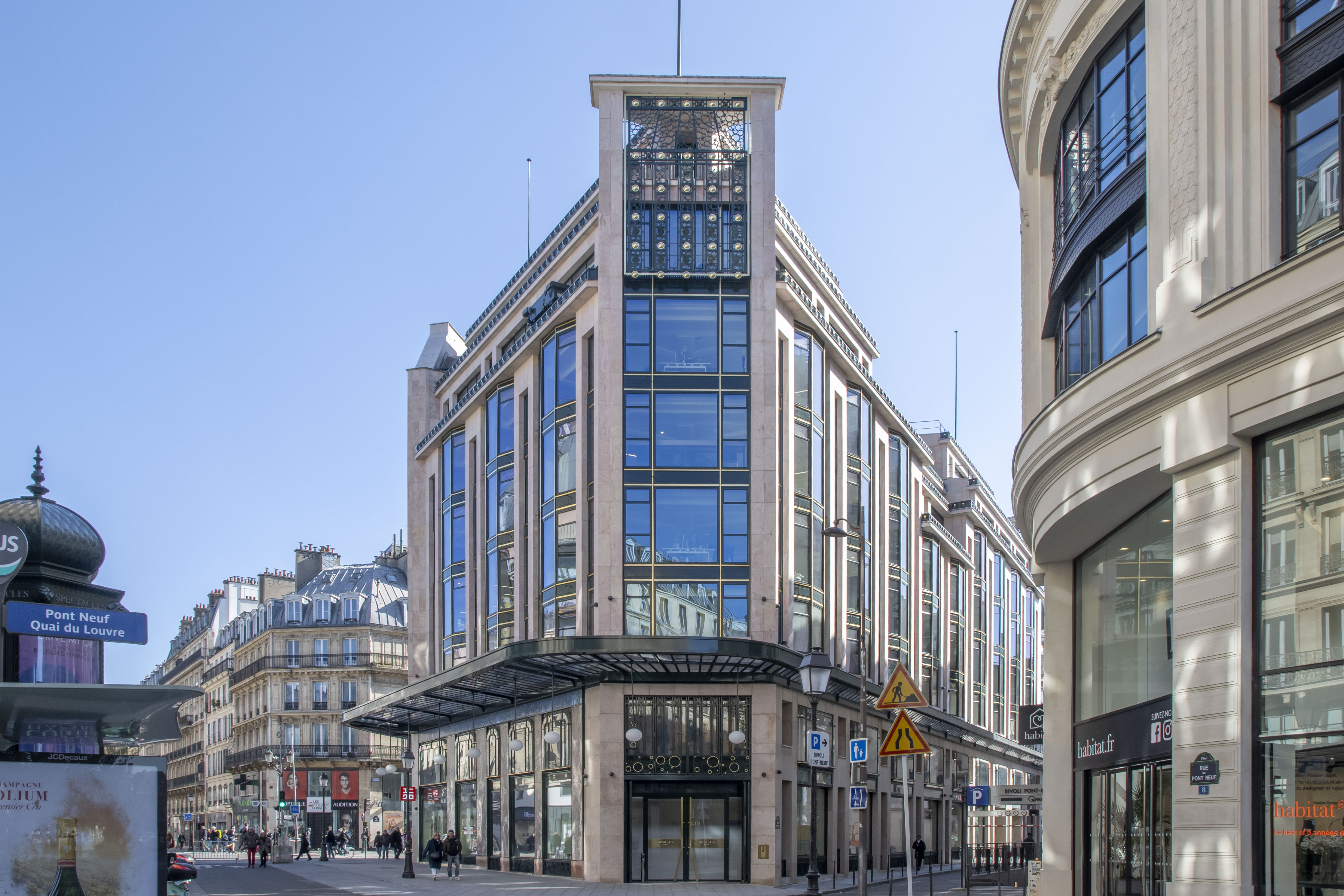
Le magasin 3, vu depuis la rue du Pont Neuf.
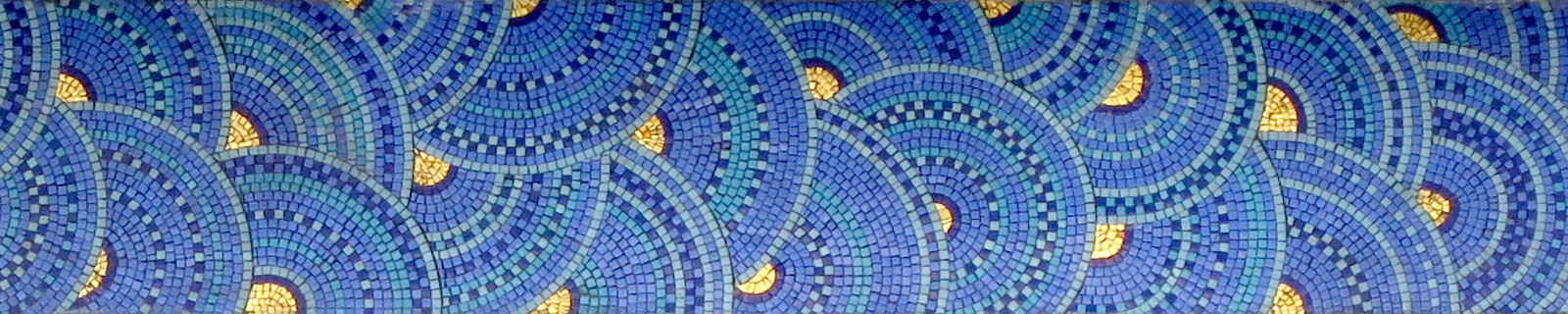
Détail du décor en mosaïque, sous la marquise, de la façade rue de Rivoli du magasin 3.

### Un dernier îlot, le magasin 4
L'agrandissement de La Samaritaine continue en 1932 avec l'achat des ateliers de fourrure Révillon Frères occupant presque l'ensemble de l'îlot situé au nord du magasin 2, de l'autre côté de la rue Baillet. Ces immeubles vont constituer le magasin 4, qui n'occupera cependant pas l'intégralité de l'îlot, faute de pouvoir acquérir les immeubles appartenant à d'autres propriétaires. Les bâtiments des anciens ateliers Révillon sont aménagés en magasin par les architectes Louis-Marie Charpentier et Louis d'Escrivan, collaborateurs d'Henri Sauvage qui meurt en 1932. La transformation des façades du magasin 4 donnant sur la rue de Rivoli dans le style Art déco d'Henri Sauvage est projetée mais ne voit pas le jour à cause de la crise économique des années 1930,. Dans le cadre de ce projet d'harmonisation et de mise au goût du jour des façades, le remplacement de la façade Rivoli du magasin 1 a également été un temps envisagé.
Le magasin 4 est finalement détruit en 2014 dans le cadre du projet de rénovation de La Samaritaine et remplacé par un bâtiment de style contemporain de l'agence SANAA.

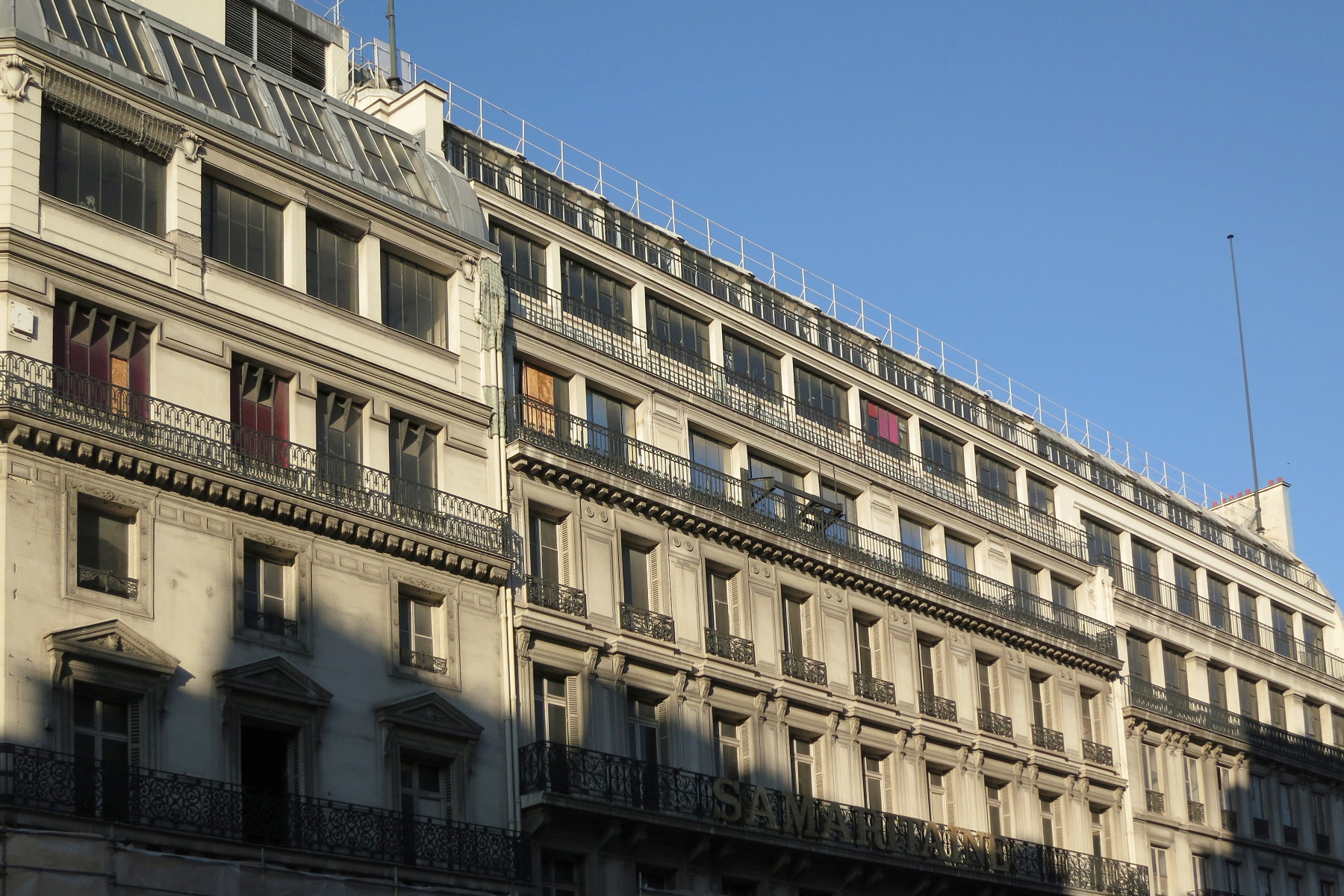
La façade rue de Rivoli du magasin 4.
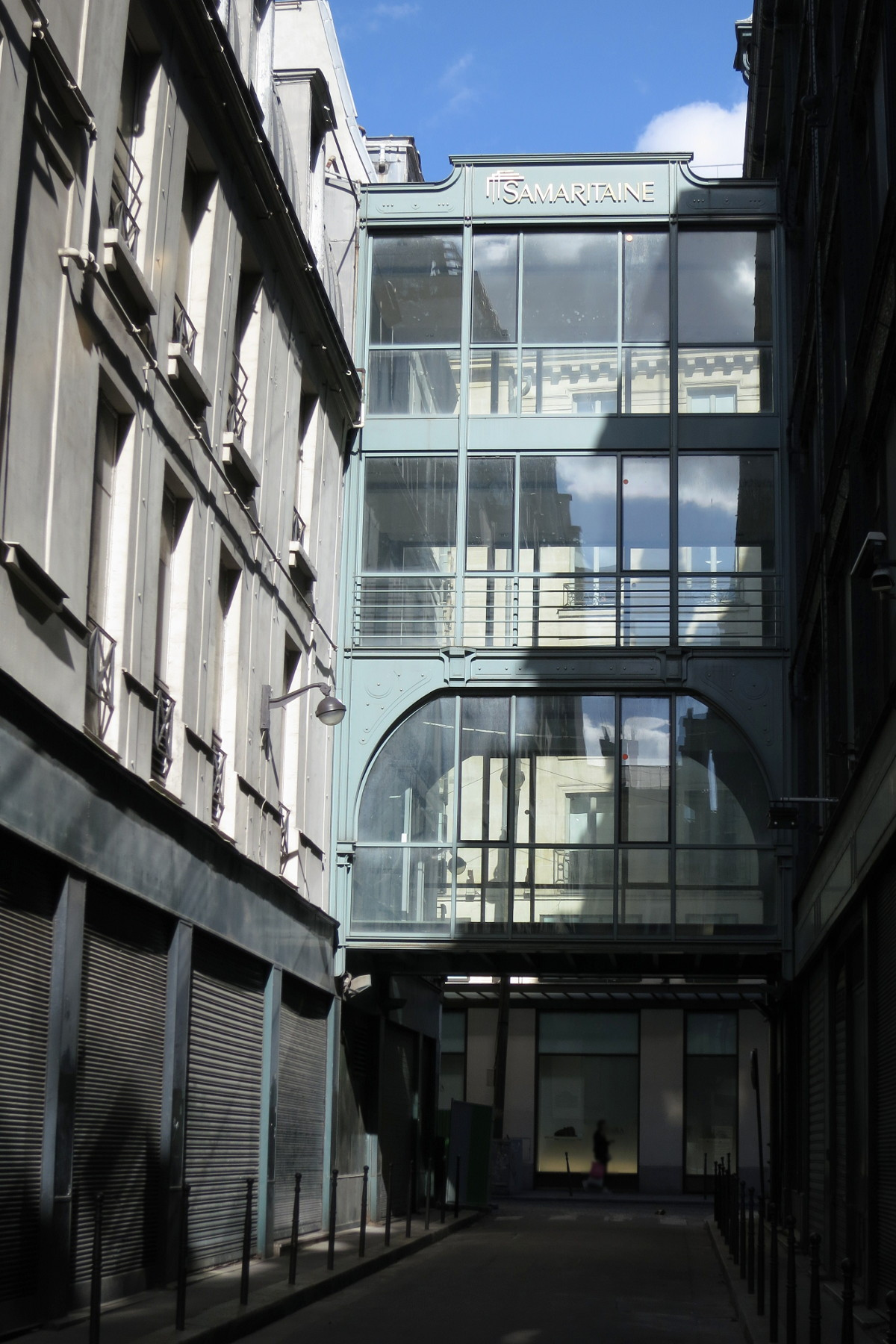
La rue Baillet avec le magasin 4 à gauche et le magasin 2 à droite, au fond, la passerelle Baillet et le magasin 1.
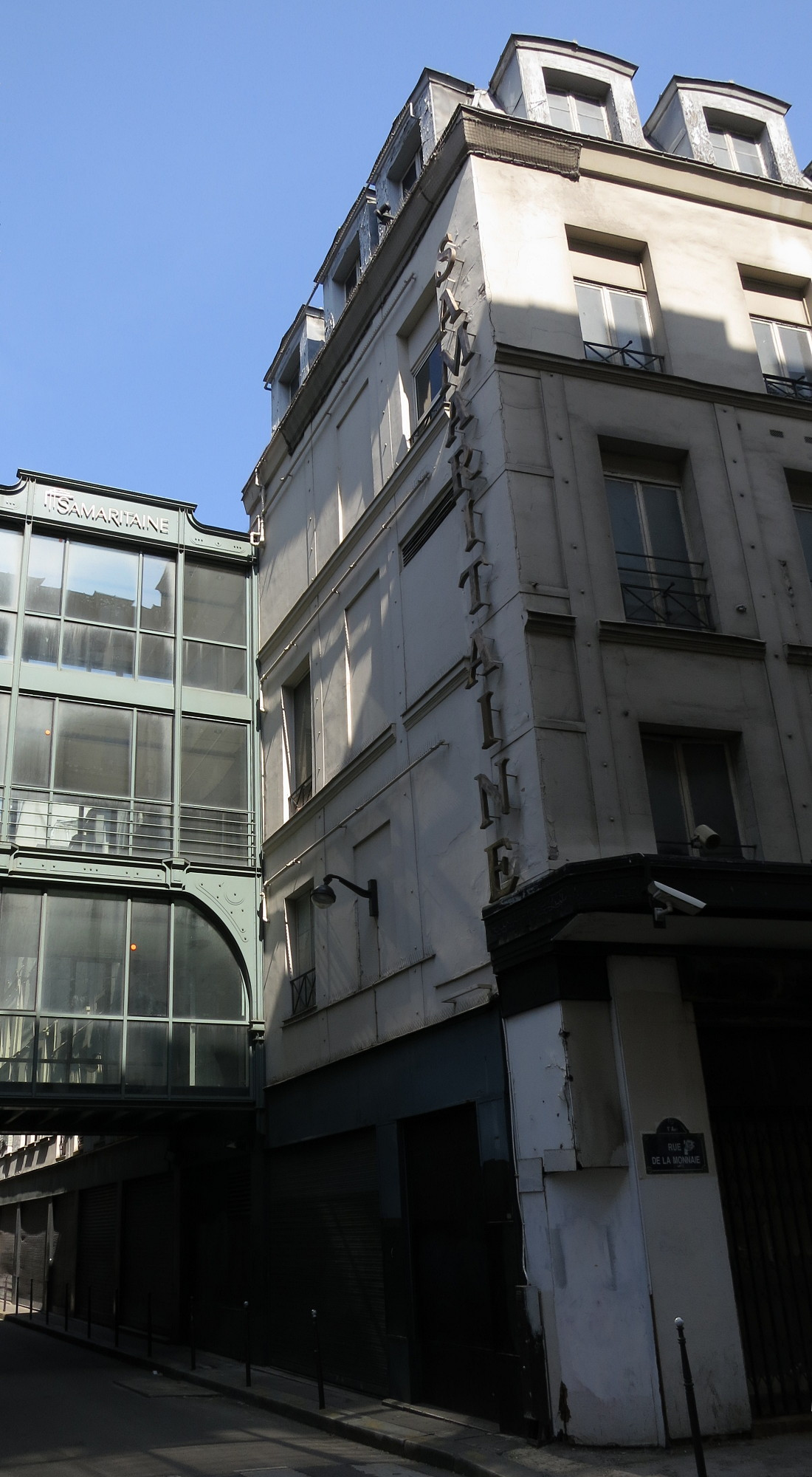
Le magasin 4 à l'angle de la rue de la Monnaie et de la rue Baillet (immeuble de la fin du XVIIe siècle surélevé au XVIIIe siècle[62]).

### Les modernisations ultérieures

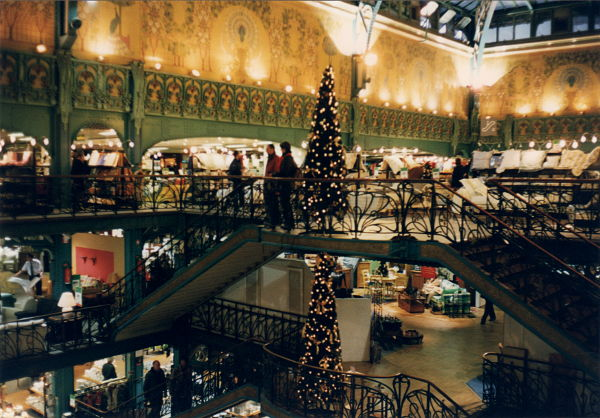
Vue des étages supérieurs du magasin 2 et de la fresque restaurée de la grande verrière (1997).

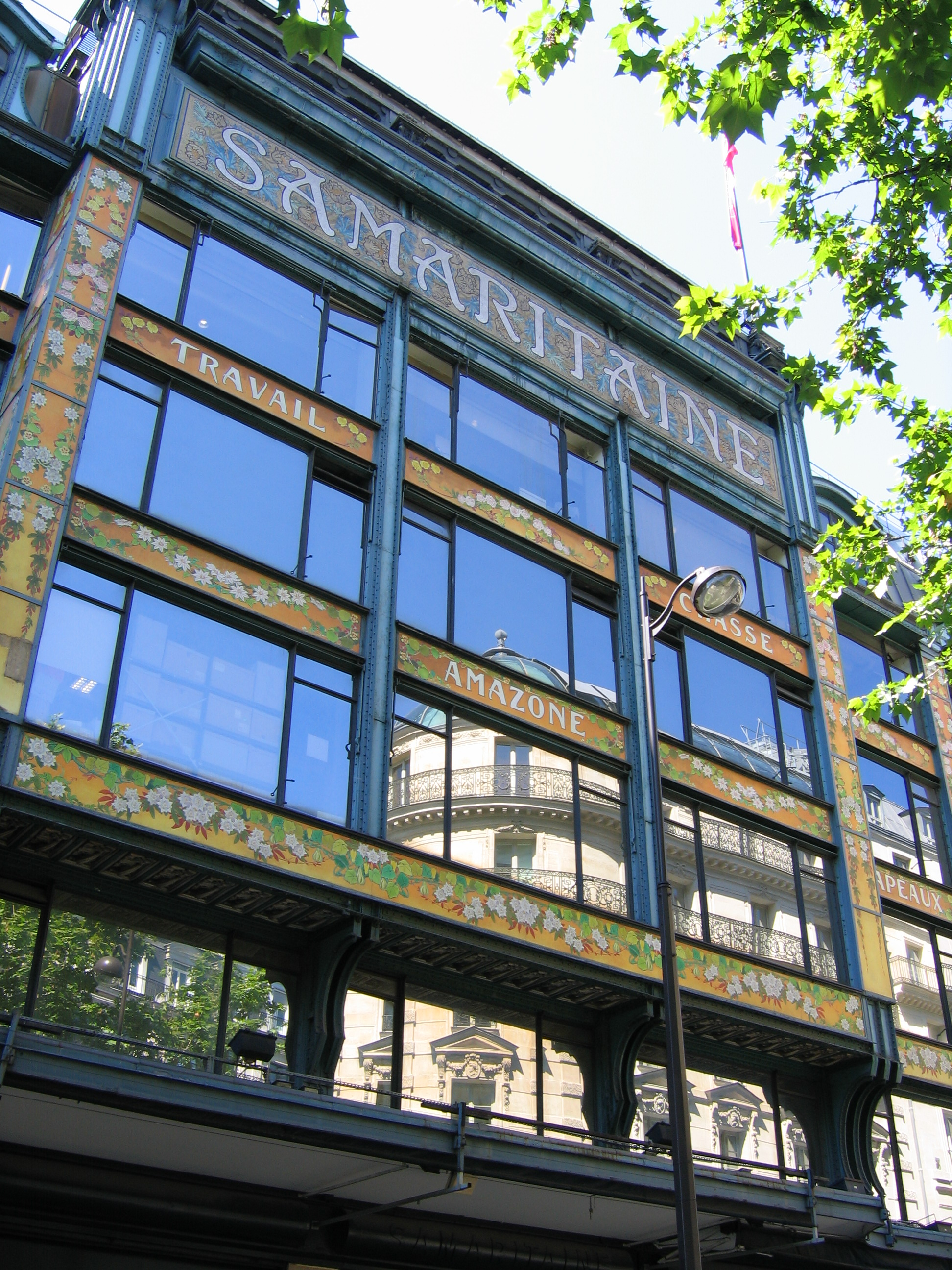
Façade de la Samaritaine, à Paris, le 14 juin 2005.

Jusqu'au début du XXIe siècle, les magasins de La Samaritaine ne subiront plus de changements profonds. Cependant, dans les années 1930, les façades de Frantz Jourdain sont jugées démodées : les modénatures en ferronnerie sont supprimées et les plaques de lave émaillée sont recouvertes de peinture au ton pierre,. D'autres modifications voient ensuite le jour, accompagnant l'exploitation des magasins. Une passerelle reliant le 2e étage des magasins 2 et 4 est construite en 1958 au-dessus de la rue Baillet ; cette passerelle est surélevée en 1966 pour relier les 3e étages puis à nouveau transformée en 2000 (par Dominique de Sainte-Marie, architecte et auteur du projet validé par les architectes des bâtiments de France et la Mairie de Paris[réf. souhaitée]), afin de faire communiquer les deux magasins au niveau du 1er étage. Les aménagements touchent aussi les communications verticales : certains escaliers sont créés, d'autres supprimés et le hall de la maroquinerie du magasin 2 est remanié en 1959 afin d'y installer un ensemble d'escaliers mécaniques desservant chaque niveau.
Dans les années 1980, l'œuvre de Frantz Jourdain fait l'objet d'un regain d'estime : entre 1986 et 1988, la fresque de la grande verrière du magasin 2 est restaurée et les laves émaillées de la rue de la Monnaie sont dégagées de la peinture qui les masquait. Le magasin no 2, ainsi que les façades et toitures du magasin no 3 sont inscrits à l'inventaire supplémentaire des monuments historiques le 25 juillet 1990.
Un petit musée retraçait l'histoire des lieux, au 9e étage de l'édifice et permettait l'accès aux terrasses et à la vue panoramique sur la ville.

## La Samaritaine au cinéma
Cette section ne s'appuie pas, ou pas assez, sur des sources secondaires ou tertiaires indépendantes du sujet. Le texte peut contenir des analyses inexactes ou inédites de sources primaires.
Pour l'améliorer, ajoutez-en, ou placez des modèles {{Source secondaire souhaitée}} ou {{Source secondaire nécessaire}} sur les passages mal sourcés. (décembre 2022)
- Une vue de la façade de La Samaritaine apparaît dans le film Au bonheur des dames, de Julien Duvivier (1930).
- Une longue séquence du film Les Moutons de Panurge en 1961 est tournée à La Samaritaine.
- Le film Bébert et l'Omnibus en 1963 est tourné en partie à La Samaritaine.
- Le lieu apparaît brièvement dans le film  Tatie Danielle  en 1990 lors de la promenade en voiture dans Paris.
- Dans La Mémoire dans la peau, sorti en salles en 2002, comporte une scène où Jason Bourne tient en joue son contact sur le toit de La Samaritaine[66].
- Une partie du film Holy Motors (2012) de Leos Carax y est tournée.
- Le film Au bonheur des ogres, sorti en salles en 2013, est tourné à La Samaritaine au cours de l'année 2012.
- Nocturama, sorti en salles en 2016, est tourné dans ce magasin durant l'été 2015.